# Плей-офф Кубка Гагарина 2013
Плей-офф Кубка Гагарина 2013 начался 20 февраля и завершился в апреле 2013 года. Пары участников определились по итогам регулярного сезона 2012/2013. Победителем Кубка Гагарина стало «Динамо» Москва.

## Сетка
|  | Четвертьфиналы конференций | Четвертьфиналы конференций | Четвертьфиналы конференций | Четвертьфиналы конференций | Четвертьфиналы конференций | Четвертьфиналы конференций | Четвертьфиналы конференций | Четвертьфиналы конференций | Четвертьфиналы конференций | Четвертьфиналы конференций |               |          | Полуфиналы конференций (перепосев) | Полуфиналы конференций (перепосев) | Полуфиналы конференций (перепосев) | Полуфиналы конференций (перепосев) | Полуфиналы конференций (перепосев) | Полуфиналы конференций (перепосев) | Полуфиналы конференций (перепосев) | Полуфиналы конференций (перепосев) | Полуфиналы конференций (перепосев) | Полуфиналы конференций (перепосев) |   |         | Финалы конференций | Финалы конференций | Финалы конференций | Финалы конференций | Финалы конференций | Финалы конференций | Финалы конференций | Финалы конференций | Финалы конференций | Финалы конференций |   |         | Финал Кубка Гагарина | Финал Кубка Гагарина | Финал Кубка Гагарина | Финал Кубка Гагарина | Финал Кубка Гагарина | Финал Кубка Гагарина | Финал Кубка Гагарина | Финал Кубка Гагарина | Финал Кубка Гагарина | Финал Кубка Гагарина |
|  |                            |                            |                            |                            |                            |                            |                            |                            |                            |                            |               |          |                                    |                                    |                                    |                                    |                                    |                                    |                                    |                                    |                                    |                                    |   |         |                    |                    |                    |                    |                    |                    |                    |                    |                    |                    |   |         |                      |                      |                      |                      |                      |                      |                      |                      |                      |                      |
|  | 1                          | Ак Барс                    | Ак Барс                    | Ак Барс                    | Ак Барс                    | Ак Барс                    | Ак Барс                    | Ак Барс                    | Ак Барс                    | 4                          |               |          |                                    |                                    |                                    |                                    |                                    |                                    |                                    |                                    |                                    |                                    |   |         |                    |                    |                    |                    |                    |                    |                    |                    |                    |                    |   |         |                      |                      |                      |                      |                      |                      |                      |                      |                      |                      |
|  | 1                          | Ак Барс                    | Ак Барс                    | Ак Барс                    | Ак Барс                    | Ак Барс                    | Ак Барс                    | Ак Барс                    | Ак Барс                    | 4                          |               |          |                                    |                                    |                                    |                                    |                                    |                                    |                                    |                                    |                                    |                                    |   |         |                    |                    |                    |                    |                    |                    |                    |                    |                    |                    |   |         |                      |                      |                      |                      |                      |                      |                      |                      |                      |                      |
|  | 8                          | Нефтехимик                 | Нефтехимик                 | Нефтехимик                 | Нефтехимик                 | Нефтехимик                 | Нефтехимик                 | Нефтехимик                 | Нефтехимик                 | 0                          |               |          |                                    |                                    |                                    |                                    |                                    |                                    |                                    |                                    |                                    |                                    |   |         |                    |                    |                    |                    |                    |                    |                    |                    |                    |                    |   |         |                      |                      |                      |                      |                      |                      |                      |                      |                      |                      |
|  | 8                          | Нефтехимик                 | Нефтехимик                 | Нефтехимик                 | Нефтехимик                 | Нефтехимик                 | Нефтехимик                 | Нефтехимик                 | Нефтехимик                 | 0                          | 1             | Ак Барс  | Ак Барс                            | Ак Барс                            | Ак Барс                            | Ак Барс                            | Ак Барс                            | Ак Барс                            | Ак Барс                            | 4                                  |                                    |                                    |   |         |                    |                    |                    |                    |                    |                    |                    |                    |                    |                    |   |         |                      |                      |                      |                      |                      |                      |                      |                      |                      |                      |
|  |                            |                            |                            |                            |                            |                            |                            |                            |                            |                            | 1             | Ак Барс  | Ак Барс                            | Ак Барс                            | Ак Барс                            | Ак Барс                            | Ак Барс                            | Ак Барс                            | Ак Барс                            | 4                                  |                                    |                                    |   |         |                    |                    |                    |                    |                    |                    |                    |                    |                    |                    |   |         |                      |                      |                      |                      |                      |                      |                      |                      |                      |                      |
|  |                            |                            | 5                          | Салават Юлаев              | Салават Юлаев              | Салават Юлаев              | Салават Юлаев              | Салават Юлаев              | Салават Юлаев              | Салават Юлаев              | Салават Юлаев | 3        |                                    |                                    |                                    |                                    |                                    |                                    |                                    |                                    |                                    |                                    |   |         |                    |                    |                    |                    |                    |                    |                    |                    |                    |                    |   |         |                      |                      |                      |                      |                      |                      |                      |                      |                      |                      |
|  | 2                          | Авангард                   | Авангард                   | Авангард                   | Авангард                   | Авангард                   | Авангард                   | Авангард                   | Авангард                   | Салават Юлаев              | Салават Юлаев | 3        | 4                                  |                                    |                                    |                                    |                                    |                                    |                                    |                                    |                                    |                                    |   |         |                    |                    |                    |                    |                    |                    |                    |                    |                    |                    |   |         |                      |                      |                      |                      |                      |                      |                      |                      |                      |                      |
|  | 2                          | Авангард                   | Авангард                   | Авангард                   | Авангард                   | Авангард                   | Авангард                   | Авангард                   | Авангард                   |                            |               |          | 4                                  |                                    |                                    |                                    |                                    |                                    |                                    |                                    |                                    |                                    |   |         |                    |                    |                    |                    |                    |                    |                    |                    |                    |                    |   |         |                      |                      |                      |                      |                      |                      |                      |                      |                      |                      |
|  | 7                          | Сибирь                     | Сибирь                     | Сибирь                     | Сибирь                     | Сибирь                     | Сибирь                     | Сибирь                     | Сибирь                     | 3                          |               |          |                                    |                                    |                                    |                                    |                                    |                                    |                                    |                                    |                                    |                                    |   |         |                    |                    |                    |                    |                    |                    |                    |                    |                    |                    |   |         |                      |                      |                      |                      |                      |                      |                      |                      |                      |                      |
|  | 7                          | Сибирь                     | Сибирь                     | Сибирь                     | Сибирь                     | Сибирь                     | Сибирь                     | Сибирь                     | Сибирь                     | 3                          |               |          |                                    |                                    |                                    |                                    |                                    |                                    |                                    |                                    |                                    |                                    | 1 | Ак Барс | Ак Барс            | Ак Барс            | Ак Барс            | Ак Барс            | Ак Барс            | Ак Барс            | Ак Барс            | 3                  |                    |                    |   |         |                      |                      |                      |                      |                      |                      |                      |                      |                      |                      |
|  | Восточная конференция      |                            |                            |                            |                            |                            |                            |                            |                            |                            |               |          |                                    |                                    |                                    |                                    |                                    |                                    |                                    |                                    |                                    |                                    | 1 | Ак Барс | Ак Барс            | Ак Барс            | Ак Барс            | Ак Барс            | Ак Барс            | Ак Барс            | Ак Барс            | 3                  |                    |                    |   |         |                      |                      |                      |                      |                      |                      |                      |                      |                      |                      |
|  |                            |                            | 3                          | Трактор                    | Трактор                    | Трактор                    | Трактор                    | Трактор                    | Трактор                    | Трактор                    | Трактор       | 4        |                                    |                                    |                                    |                                    |                                    |                                    |                                    |                                    |                                    |                                    |   |         |                    |                    |                    |                    |                    |                    |                    |                    |                    |                    |   |         |                      |                      |                      |                      |                      |                      |                      |                      |                      |                      |
|  | 3                          | Трактор                    | Трактор                    | Трактор                    | Трактор                    | Трактор                    | Трактор                    | Трактор                    | Трактор                    | Трактор                    | Трактор       | 4        | 4                                  |                                    |                                    |                                    |                                    |                                    |                                    |                                    |                                    |                                    |   |         |                    |                    |                    |                    |                    |                    |                    |                    |                    |                    |   |         |                      |                      |                      |                      |                      |                      |                      |                      |                      |                      |
|  | 3                          | Трактор                    | Трактор                    | Трактор                    | Трактор                    | Трактор                    | Трактор                    | Трактор                    | Трактор                    |                            |               |          | 4                                  |                                    |                                    |                                    |                                    |                                    |                                    |                                    |                                    |                                    |   |         |                    |                    |                    |                    |                    |                    |                    |                    |                    |                    |   |         |                      |                      |                      |                      |                      |                      |                      |                      |                      |                      |
|  | 6                          | Барыс                      | Барыс                      | Барыс                      | Барыс                      | Барыс                      | Барыс                      | Барыс                      | Барыс                      | 3                          |               |          |                                    |                                    |                                    |                                    |                                    |                                    |                                    |                                    |                                    |                                    |   |         |                    |                    |                    |                    |                    |                    |                    |                    |                    |                    |   |         |                      |                      |                      |                      |                      |                      |                      |                      |                      |                      |
|  | 6                          | Барыс                      | Барыс                      | Барыс                      | Барыс                      | Барыс                      | Барыс                      | Барыс                      | Барыс                      | 3                          | 2             | Авангард | Авангард                           | Авангард                           | Авангард                           | Авангард                           | Авангард                           | Авангард                           | Авангард                           | 1                                  |                                    |                                    |   |         |                    |                    |                    |                    |                    |                    |                    |                    |                    |                    |   |         |                      |                      |                      |                      |                      |                      |                      |                      |                      |                      |
|  |                            |                            |                            |                            |                            |                            |                            |                            |                            |                            | 2             | Авангард | Авангард                           | Авангард                           | Авангард                           | Авангард                           | Авангард                           | Авангард                           | Авангард                           | 1                                  |                                    |                                    |   |         |                    |                    |                    |                    |                    |                    |                    |                    |                    |                    |   |         |                      |                      |                      |                      |                      |                      |                      |                      |                      |                      |
|  |                            |                            | 3                          | Трактор                    | Трактор                    | Трактор                    | Трактор                    | Трактор                    | Трактор                    | Трактор                    | Трактор       | 4        |                                    |                                    |                                    |                                    |                                    |                                    |                                    |                                    |                                    |                                    |   |         |                    |                    |                    |                    |                    |                    |                    |                    |                    |                    |   |         |                      |                      |                      |                      |                      |                      |                      |                      |                      |                      |
|  | 4                          | Металлург Мг               | Металлург Мг               | Металлург Мг               | Металлург Мг               | Металлург Мг               | Металлург Мг               | Металлург Мг               | Металлург Мг               | Трактор                    | Трактор       | 4        | 3                                  |                                    |                                    |                                    |                                    |                                    |                                    |                                    |                                    |                                    |   |         |                    |                    |                    |                    |                    |                    |                    |                    |                    |                    |   |         |                      |                      |                      |                      |                      |                      |                      |                      |                      |                      |
|  | 4                          | Металлург Мг               | Металлург Мг               | Металлург Мг               | Металлург Мг               | Металлург Мг               | Металлург Мг               | Металлург Мг               | Металлург Мг               |                            |               |          | 3                                  |                                    |                                    |                                    |                                    |                                    |                                    |                                    |                                    |                                    |   |         |                    |                    |                    |                    |                    |                    |                    |                    |                    |                    |   |         |                      |                      |                      |                      |                      |                      |                      |                      |                      |                      |
|  | 5                          | Салават Юлаев              | Салават Юлаев              | Салават Юлаев              | Салават Юлаев              | Салават Юлаев              | Салават Юлаев              | Салават Юлаев              | Салават Юлаев              | 4                          |               |          |                                    |                                    |                                    |                                    |                                    |                                    |                                    |                                    |                                    |                                    |   |         |                    |                    |                    |                    |                    |                    |                    |                    |                    |                    |   |         |                      |                      |                      |                      |                      |                      |                      |                      |                      |                      |
|  | 5                          | Салават Юлаев              | Салават Юлаев              | Салават Юлаев              | Салават Юлаев              | Салават Юлаев              | Салават Юлаев              | Салават Юлаев              | Салават Юлаев              | 4                          |               |          |                                    |                                    |                                    |                                    |                                    |                                    |                                    |                                    |                                    |                                    |   |         |                    |                    |                    |                    |                    |                    |                    |                    |                    |                    | 3 | Трактор | Трактор              | Трактор              | Трактор              | Трактор              | Трактор              | Трактор              | Трактор              | 2                    |                      |                      |
|  |                            |                            |                            |                            |                            |                            |                            |                            |                            |                            |               |          |                                    |                                    |                                    |                                    |                                    |                                    |                                    |                                    |                                    |                                    |   |         |                    |                    |                    |                    |                    |                    |                    |                    |                    |                    | 3 | Трактор | Трактор              | Трактор              | Трактор              | Трактор              | Трактор              | Трактор              | Трактор              | 2                    |                      |                      |
|  |                            |                            | 3                          | Динамо Мск                 | Динамо Мск                 | Динамо Мск                 | Динамо Мск                 | Динамо Мск                 | Динамо Мск                 | Динамо Мск                 | Динамо Мск    | 4        |                                    |                                    |                                    |                                    |                                    |                                    |                                    |                                    |                                    |                                    |   |         |                    |                    |                    |                    |                    |                    |                    |                    |                    |                    |   |         |                      |                      |                      |                      |                      |                      |                      |                      |                      |                      |
|  | 1                          | СКА                        | СКА                        | СКА                        | СКА                        | СКА                        | СКА                        | СКА                        | СКА                        | Динамо Мск                 | Динамо Мск    | 4        | 4                                  |                                    |                                    |                                    |                                    |                                    |                                    |                                    |                                    |                                    |   |         |                    |                    |                    |                    |                    |                    |                    |                    |                    |                    |   |         |                      |                      |                      |                      |                      |                      |                      |                      |                      |                      |
|  | 1                          | СКА                        | СКА                        | СКА                        | СКА                        | СКА                        | СКА                        | СКА                        | СКА                        |                            |               |          | 4                                  |                                    |                                    |                                    |                                    |                                    |                                    |                                    |                                    |                                    |   |         |                    |                    |                    |                    |                    |                    |                    |                    |                    |                    |   |         |                      |                      |                      |                      |                      |                      |                      |                      |                      |                      |
|  | 8                          | Атлант                     | Атлант                     | Атлант                     | Атлант                     | Атлант                     | Атлант                     | Атлант                     | Атлант                     | 1                          |               |          |                                    |                                    |                                    |                                    |                                    |                                    |                                    |                                    |                                    |                                    |   |         |                    |                    |                    |                    |                    |                    |                    |                    |                    |                    |   |         |                      |                      |                      |                      |                      |                      |                      |                      |                      |                      |
|  | 8                          | Атлант                     | Атлант                     | Атлант                     | Атлант                     | Атлант                     | Атлант                     | Атлант                     | Атлант                     | 1                          | 1             | СКА      | СКА                                | СКА                                | СКА                                | СКА                                | СКА                                | СКА                                | СКА                                | 4                                  |                                    |                                    |   |         |                    |                    |                    |                    |                    |                    |                    |                    |                    |                    |   |         |                      |                      |                      |                      |                      |                      |                      |                      |                      |                      |
|  |                            |                            |                            |                            |                            |                            |                            |                            |                            |                            | 1             | СКА      | СКА                                | СКА                                | СКА                                | СКА                                | СКА                                | СКА                                | СКА                                | 4                                  |                                    |                                    |   |         |                    |                    |                    |                    |                    |                    |                    |                    |                    |                    |   |         |                      |                      |                      |                      |                      |                      |                      |                      |                      |                      |
|  |                            |                            | 5                          | Северсталь                 | Северсталь                 | Северсталь                 | Северсталь                 | Северсталь                 | Северсталь                 | Северсталь                 | Северсталь    | 0        |                                    |                                    |                                    |                                    |                                    |                                    |                                    |                                    |                                    |                                    |   |         |                    |                    |                    |                    |                    |                    |                    |                    |                    |                    |   |         |                      |                      |                      |                      |                      |                      |                      |                      |                      |                      |
|  | 2                          | ЦСКА                       | ЦСКА                       | ЦСКА                       | ЦСКА                       | ЦСКА                       | ЦСКА                       | ЦСКА                       | ЦСКА                       | Северсталь                 | Северсталь    | 0        | 4                                  |                                    |                                    |                                    |                                    |                                    |                                    |                                    |                                    |                                    |   |         |                    |                    |                    |                    |                    |                    |                    |                    |                    |                    |   |         |                      |                      |                      |                      |                      |                      |                      |                      |                      |                      |
|  | 2                          | ЦСКА                       | ЦСКА                       | ЦСКА                       | ЦСКА                       | ЦСКА                       | ЦСКА                       | ЦСКА                       | ЦСКА                       |                            |               |          | 4                                  |                                    |                                    |                                    |                                    |                                    |                                    |                                    |                                    |                                    |   |         |                    |                    |                    |                    |                    |                    |                    |                    |                    |                    |   |         |                      |                      |                      |                      |                      |                      |                      |                      |                      |                      |
|  | 7                          | Лев                        | Лев                        | Лев                        | Лев                        | Лев                        | Лев                        | Лев                        | Лев                        | 0                          |               |          |                                    |                                    |                                    |                                    |                                    |                                    |                                    |                                    |                                    |                                    |   |         |                    |                    |                    |                    |                    |                    |                    |                    |                    |                    |   |         |                      |                      |                      |                      |                      |                      |                      |                      |                      |                      |
|  | 7                          | Лев                        | Лев                        | Лев                        | Лев                        | Лев                        | Лев                        | Лев                        | Лев                        | 0                          |               |          |                                    |                                    |                                    |                                    |                                    |                                    |                                    |                                    |                                    |                                    | 1 | СКА     | СКА                | СКА                | СКА                | СКА                | СКА                | СКА                | СКА                | 2                  |                    |                    |   |         |                      |                      |                      |                      |                      |                      |                      |                      |                      |                      |
|  | Западная конференция       |                            |                            |                            |                            |                            |                            |                            |                            |                            |               |          |                                    |                                    |                                    |                                    |                                    |                                    |                                    |                                    |                                    |                                    | 1 | СКА     | СКА                | СКА                | СКА                | СКА                | СКА                | СКА                | СКА                | 2                  |                    |                    |   |         |                      |                      |                      |                      |                      |                      |                      |                      |                      |                      |
|  |                            |                            | 3                          | Динамо Мск                 | Динамо Мск                 | Динамо Мск                 | Динамо Мск                 | Динамо Мск                 | Динамо Мск                 | Динамо Мск                 | Динамо Мск    | 4        |                                    |                                    |                                    |                                    |                                    |                                    |                                    |                                    |                                    |                                    |   |         |                    |                    |                    |                    |                    |                    |                    |                    |                    |                    |   |         |                      |                      |                      |                      |                      |                      |                      |                      |                      |                      |
|  | 3                          | Динамо Мск                 | Динамо Мск                 | Динамо Мск                 | Динамо Мск                 | Динамо Мск                 | Динамо Мск                 | Динамо Мск                 | Динамо Мск                 | Динамо Мск                 | Динамо Мск    | 4        | 4                                  |                                    |                                    |                                    |                                    |                                    |                                    |                                    |                                    |                                    |   |         |                    |                    |                    |                    |                    |                    |                    |                    |                    |                    |   |         |                      |                      |                      |                      |                      |                      |                      |                      |                      |                      |
|  | 3                          | Динамо Мск                 | Динамо Мск                 | Динамо Мск                 | Динамо Мск                 | Динамо Мск                 | Динамо Мск                 | Динамо Мск                 | Динамо Мск                 |                            |               |          | 4                                  |                                    |                                    |                                    |                                    |                                    |                                    |                                    |                                    |                                    |   |         |                    |                    |                    |                    |                    |                    |                    |                    |                    |                    |   |         |                      |                      |                      |                      |                      |                      |                      |                      |                      |                      |
|  | 6                          | Слован                     | Слован                     | Слован                     | Слован                     | Слован                     | Слован                     | Слован                     | Слован                     | 0                          |               |          |                                    |                                    |                                    |                                    |                                    |                                    |                                    |                                    |                                    |                                    |   |         |                    |                    |                    |                    |                    |                    |                    |                    |                    |                    |   |         |                      |                      |                      |                      |                      |                      |                      |                      |                      |                      |
|  | 6                          | Слован                     | Слован                     | Слован                     | Слован                     | Слован                     | Слован                     | Слован                     | Слован                     | 0                          | 2             | ЦСКА     | ЦСКА                               | ЦСКА                               | ЦСКА                               | ЦСКА                               | ЦСКА                               | ЦСКА                               | ЦСКА                               | 1                                  |                                    |                                    |   |         |                    |                    |                    |                    |                    |                    |                    |                    |                    |                    |   |         |                      |                      |                      |                      |                      |                      |                      |                      |                      |                      |
|  |                            |                            |                            |                            |                            |                            |                            |                            |                            |                            | 2             | ЦСКА     | ЦСКА                               | ЦСКА                               | ЦСКА                               | ЦСКА                               | ЦСКА                               | ЦСКА                               | ЦСКА                               | 1                                  |                                    |                                    |   |         |                    |                    |                    |                    |                    |                    |                    |                    |                    |                    |   |         |                      |                      |                      |                      |                      |                      |                      |                      |                      |                      |
|  |                            |                            | 3                          | Динамо Мск                 | Динамо Мск                 | Динамо Мск                 | Динамо Мск                 | Динамо Мск                 | Динамо Мск                 | Динамо Мск                 | Динамо Мск    | 4        |                                    |                                    |                                    |                                    |                                    |                                    |                                    |                                    |                                    |                                    |   |         |                    |                    |                    |                    |                    |                    |                    |                    |                    |                    |   |         |                      |                      |                      |                      |                      |                      |                      |                      |                      |                      |
|  | 4                          | Локомотив                  | Локомотив                  | Локомотив                  | Локомотив                  | Локомотив                  | Локомотив                  | Локомотив                  | Локомотив                  | Динамо Мск                 | Динамо Мск    | 4        | 2                                  |                                    |                                    |                                    |                                    |                                    |                                    |                                    |                                    |                                    |   |         |                    |                    |                    |                    |                    |                    |                    |                    |                    |                    |   |         |                      |                      |                      |                      |                      |                      |                      |                      |                      |                      |
|  | 4                          | Локомотив                  | Локомотив                  | Локомотив                  | Локомотив                  | Локомотив                  | Локомотив                  | Локомотив                  | Локомотив                  |                            |               |          | 2                                  |                                    |                                    |                                    |                                    |                                    |                                    |                                    |                                    |                                    |   |         |                    |                    |                    |                    |                    |                    |                    |                    |                    |                    |   |         |                      |                      |                      |                      |                      |                      |                      |                      |                      |                      |
|  | 5                          | Северсталь                 | Северсталь                 | Северсталь                 | Северсталь                 | Северсталь                 | Северсталь                 | Северсталь                 | Северсталь                 | 4                          |               |          |                                    |                                    |                                    |                                    |                                    |                                    |                                    |                                    |                                    |                                    |   |         |                    |                    |                    |                    |                    |                    |                    |                    |                    |                    |   |         |                      |                      |                      |                      |                      |                      |                      |                      |                      |                      |

## Лучшие игроки плей-офф

### Бомбардиры
| М | Хоккеист        | Клуб       | Игры | Очки | Гол | Пас |
| - | --------------- | ---------- | ---- | ---- | --- | --- |
| 1 | Петри Контиола  | Трактор    | 25   | 19   | 10  | 9   |
| 2 | Виктор Тихонов  | СКА        | 15   | 18   | 10  | 8   |
| 3 | Якуб Петружалек | Динамо Мск | 19   | 16   | 9   | 7   |

### Вратари
| Игрок              | Клуб      | П | СП   | %ОБ  | СМ |
| ------------------ | --------- | - | ---- | ---- | -- |
| Джефф Гласс        | Сибирь    | 3 | 1.77 | 94.1 | 2  |
| Константин Барулин | Ак Барс   | 7 | 1.75 | 94.1 | 2  |
| Кёртис Сэнфорд     | Локомотив | 2 |      | 94.4 | 0  |

П = Побед; СП = Средняя пропускаемость; %ОБ = Отбитых бросков (в %); СМ = Матчей на 0

## Матчи плей-офф
Время начала матчей указано московское (UTC+04:00).

### Четвертьфиналы конференций

#### Восток
| 21 февраля 19:00 | Ак Барс | 5 : 1 (2−0, 1−1, 2−0) | Нефтехимик | Татнефть Арена Зрителей: 4450 |

| Отчёт | Отчёт                               | Отчёт                        | Отчёт     | Отчёт                                 |
| --- | ----------------------------------- | ---------------------------- | --------- | ------------------------------------- |
| |                                     |                              |           |                                       |
| | К. Барулин                          | Вратари                      | М. Далтон | Судьи: Алексей Раводин Андрей Рогачёв |
| | Голы:                               |                              |           | Судьи: Алексей Раводин Андрей Рогачёв |
| Я. Песонен (Д. Обухов) — 15:32 Л. Дарзиньш (А. Терещенко, Е. Медведев) (бол.) — 18:09 Л. Дарзиньш (И. Никулин, К. Барулин) — 38:42 А. Морозов (Н. Капанен, Н. Жердев) (бол.) — 53:02 Д. Голубев (Е. Бодров) — 56:58 | 1 — 0 2 — 0 2 — 1 3 — 1 4 — 1 5 — 1 | 29:56 — Е. Миловзоров (мен.) |           | Судьи: Алексей Раводин Андрей Рогачёв |
| |                                     |                              |           | Судьи: Алексей Раводин Андрей Рогачёв |
| |                                     |                              |           | Судьи: Алексей Раводин Андрей Рогачёв |
| |                                     |                              |           | Судьи: Алексей Раводин Андрей Рогачёв |
| 10 мин | Штраф                               | 12 мин                       |           | Судьи: Алексей Раводин Андрей Рогачёв |
| |                                     |                              |           |                                       |
| | 26                                  | Броски                       | 32        |                                       |

| 22 февраля 19:00 | Ак Барс | 3 : 0 (0−0, 0−0, 3−0) | Нефтехимик | Татнефть Арена Зрителей: 6320 |

| Отчёт | Отчёт             | Отчёт   | Отчёт                 | Отчёт                               |
| --- | ----------------- | ------- | --------------------- | ----------------------------------- |
| |                   |         |                       |                                     |
| | К. Барулин        | Вратари | М. Далтон, М. Соколов | Судьи: Сергей Гусев Алексей Раводин |
| | Голы:             |         |                       | Судьи: Сергей Гусев Алексей Раводин |
| Н. Капанен (Н. Жердев) — 44:49 Н. Жердев (И. Никулин, А. Морозов) (бол.) — 53:58 И. Никулин (К. Барулин) (мен.) — 57:34 | 1 — 0 2 — 0 3 — 0 |         |                       | Судьи: Сергей Гусев Алексей Раводин |
| |                   |         |                       | Судьи: Сергей Гусев Алексей Раводин |
| |                   |         |                       | Судьи: Сергей Гусев Алексей Раводин |
| |                   |         |                       | Судьи: Сергей Гусев Алексей Раводин |
| 25 мин | Штраф             | 46 мин  |                       | Судьи: Сергей Гусев Алексей Раводин |
| |                   |         |                       |                                     |
| | 24                | Броски  | 30                    |                                     |

| 25 февраля 19:00 | Нефтехимик | 1 : 2 (0−0, 0−0, 1−2) | Ак Барс | СКК «Нефтехимик» Зрителей: 5500 |

| Отчёт                                    | Отчёт             | Отчёт                                                                             | Отчёт      | Отчёт                                 |
| ---------------------------------------- | ----------------- | --------------------------------------------------------------------------------- | ---------- | ------------------------------------- |
|                                          |                   |                                                                                   |            |                                       |
|                                          | М. Далтон         | Вратари                                                                           | К. Барулин | Судьи: Эдуард Одиньш Сергей Карабанов |
|                                          | Голы:             |                                                                                   |            | Судьи: Эдуард Одиньш Сергей Карабанов |
| Т. Нетик (П. Коукал, Р. Мамашев) — 59:05 | 0 — 1 0 — 2 1 — 2 | 48:19 — Д. Обухов (Н. Жердев) 52:48 — А. Терещенко (Д. Куляш, Е. Медведев) (бол.) |            | Судьи: Эдуард Одиньш Сергей Карабанов |
|                                          |                   |                                                                                   |            | Судьи: Эдуард Одиньш Сергей Карабанов |
|                                          |                   |                                                                                   |            | Судьи: Эдуард Одиньш Сергей Карабанов |
|                                          |                   |                                                                                   |            | Судьи: Эдуард Одиньш Сергей Карабанов |
| 8 мин                                    | Штраф             | 8 мин                                                                             |            | Судьи: Эдуард Одиньш Сергей Карабанов |
|                                          |                   |                                                                                   |            |                                       |
|                                          | 34                | Броски                                                                            | 26         |                                       |

| 26 февраля 19:00 | Нефтехимик | 2 : 3 (2 OT) (0−0, 1−2, 1−0, 0−0, 0−1) | Ак Барс | СКК «Нефтехимик» Зрителей: 5500 |

| Отчёт | Отчёт                         | Отчёт | Отчёт      | Отчёт                                 |
| --- | ----------------------------- | --- | ---------- | ------------------------------------- |
| |                               | |            |                                       |
| | М. Соколов                    | Вратари | К. Барулин | Судьи: Сергей Карабанов Эдуард Одиньш |
| | Голы:                         | |            | Судьи: Сергей Карабанов Эдуард Одиньш |
| В. Шулаков (М. Пестушко, Е. Миловзоров) (бол.) — 31:29 П. Коукал (Э. Левандовский, О. Осала) (бол.) — 42:46 | 0 — 1 1 — 1 1 — 2 2 — 2 2 — 3 | 27:22 — А. Морозов (Н. Капанен, Н. Жердев) (бол.) 36:44 — Я. Песонен (В. Хомицкий) 92:39 — Л. Дарзиньш (К. Петров) |            | Судьи: Сергей Карабанов Эдуард Одиньш |
| |                               | |            | Судьи: Сергей Карабанов Эдуард Одиньш |
| |                               | |            | Судьи: Сергей Карабанов Эдуард Одиньш |
| |                               | |            | Судьи: Сергей Карабанов Эдуард Одиньш |
| 18 мин | Штраф                         | 18 мин |            | Судьи: Сергей Карабанов Эдуард Одиньш |
| |                               | |            |                                       |
| | 56                            | Броски | 45         |                                       |

| 21 февраля 16:00 | Авангард | 5 : 0 (0−0, 3−0, 2−0) | Сибирь | Арена Омск Зрителей: 9960 |

| Отчёт | Отчёт                         | Отчёт   | Отчёт                    | Отчёт                                 |
| --- | ----------------------------- | ------- | ------------------------ | ------------------------------------- |
| |                               |         |                          |                                       |
| | К. Рамо                       | Вратари | С. Гайдученко, Дж. Гласс | Судьи: Анатолий Захаров Юрий Цыплаков |
| | Голы:                         |         |                          | Судьи: Анатолий Захаров Юрий Цыплаков |
| Т. Заборский (К. Лямин, И. Волков) — 25:06 И. Волков (А. Попов, А. Пережогин) (бол.) — 36:55 П. Валентенко (А. Попов, А. Белов) (бол.) — 38:57 А. Бумагин (А. Курьянов) (бол.) — 44:18 А. Попов (А. Пережогин) (бол.) — 54:12 | 1 — 0 2 — 0 3 — 0 4 — 0 5 — 0 |         |                          | Судьи: Анатолий Захаров Юрий Цыплаков |
| |                               |         |                          | Судьи: Анатолий Захаров Юрий Цыплаков |
| |                               |         |                          | Судьи: Анатолий Захаров Юрий Цыплаков |
| |                               |         |                          | Судьи: Анатолий Захаров Юрий Цыплаков |
| 14 мин | Штраф                         | 24 мин  |                          | Судьи: Анатолий Захаров Юрий Цыплаков |
| |                               |         |                          |                                       |
| | 28                            | Броски  | 25                       |                                       |

| 22 февраля 16:00 | Авангард | 0 : 1 (0−0, 0−1, 0−0) | Сибирь | Арена Омск Зрителей: 9953 |

| Отчёт | Отчёт   | Отчёт                                           | Отчёт     | Отчёт                                |
| ----- | ------- | ----------------------------------------------- | --------- | ------------------------------------ |
|       |         |                                                 |           |                                      |
|       | К. Рамо | Вратари                                         | Дж. Гласс | Судьи: Роман Гофман Анатолий Захаров |
|       | Голы:   |                                                 |           | Судьи: Роман Гофман Анатолий Захаров |
|       | 0 — 1   | 37:40 — Н. Зайцев (А. Никулин, А. Кулда) (бол.) |           | Судьи: Роман Гофман Анатолий Захаров |
|       |         |                                                 |           | Судьи: Роман Гофман Анатолий Захаров |
|       |         |                                                 |           | Судьи: Роман Гофман Анатолий Захаров |
|       |         |                                                 |           | Судьи: Роман Гофман Анатолий Захаров |
| 8 мин | Штраф   | 6 мин                                           |           | Судьи: Роман Гофман Анатолий Захаров |
|       |         |                                                 |           |                                      |
|       | 28      | Броски                                          | 28        |                                      |

| 25 февраля 16:00 | Сибирь | 4 : 1 (2−1, 0−0, 2−0) | Авангард | ЛДС «Сибирь» Зрителей: 7500 |

| Отчёт | Отчёт                         | Отчёт                         | Отчёт   | Отчёт                                     |
| --- | ----------------------------- | ----------------------------- | ------- | ----------------------------------------- |
| |                               |                               |         |                                           |
| | Дж. Гласс                     | Вратари                       | К. Рамо | Судьи: Алексей Васильев Константин Оленин |
| | Голы:                         |                               |         | Судьи: Алексей Васильев Константин Оленин |
| А. Копейкин (А. Кутузов, М. Кривоножкин) — 01:14 К. Кудроч (А. Копейкин) (бол.) — 13:31 К. Кудроч (А. Романов) — 47:45 А. Ворошило (С. Санников) — 56:36 | 1 — 0 1 — 1 2 — 1 3 — 1 4 — 1 | 04:54 — В. Первушин (Г. Пуяц) |         | Судьи: Алексей Васильев Константин Оленин |
| |                               |                               |         | Судьи: Алексей Васильев Константин Оленин |
| |                               |                               |         | Судьи: Алексей Васильев Константин Оленин |
| |                               |                               |         | Судьи: Алексей Васильев Константин Оленин |
| 8 мин | Штраф                         | 22 мин                        |         | Судьи: Алексей Васильев Константин Оленин |
| |                               |                               |         |                                           |
| | 17                            | Броски                        | 25      |                                           |

| 26 февраля 16:00 | Сибирь | 2 : 5 (0−0, 2−3, 0−2) | Авангард | ЛДС «Сибирь» Зрителей: 7500 |

| Отчёт                                                                           | Отчёт                                     | Отчёт | Отчёт   | Отчёт                                       |
| ------------------------------------------------------------------------------- | ----------------------------------------- | --- | ------- | ------------------------------------------- |
|                                                                                 |                                           | |         |                                             |
|                                                                                 | Дж. Гласс                                 | Вратари | К. Рамо | Судьи: Александр Черенков Константин Оленин |
|                                                                                 | Голы:                                     | |         | Судьи: Александр Черенков Константин Оленин |
| А. Никулин (А. Копейкин) — 27:37 А. Ворошило (К. Алексеев, С. Белоконь) — 36:10 | 0 — 1 1 — 1 2 — 1 2 — 2 2 — 3 2 — 4 2 — 5 | 24:14 — Д. Сёмин (А. Фролов) (мен.) 37:40 — К. Лямин (Т. Заборский, Д. Сёмин) 39:44 — А. Курьянов (А. Пережогин, Г. Пуяц) 54:30 — А. Иванов (А. Таратухин, А. Белов) 58:09 — П. Валентенко (А. Попов, А. Курьянов) |         | Судьи: Александр Черенков Константин Оленин |
|                                                                                 |                                           | |         | Судьи: Александр Черенков Константин Оленин |
|                                                                                 |                                           | |         | Судьи: Александр Черенков Константин Оленин |
|                                                                                 |                                           | |         | Судьи: Александр Черенков Константин Оленин |
| 10 мин                                                                          | Штраф                                     | 22 мин |         | Судьи: Александр Черенков Константин Оленин |
|                                                                                 |                                           | |         |                                             |
|                                                                                 | 22                                        | Броски | 33      |                                             |

| 1 марта 16:00 | Авангард | 1 : 0 (OT) (0−0, 0−0, 0−0, 1−0) | Сибирь | Арена Омск Зрителей: 9880 |

| Отчёт                                      | Отчёт   | Отчёт   | Отчёт     | Отчёт                                 |
| ------------------------------------------ | ------- | ------- | --------- | ------------------------------------- |
|                                            |         |         |           |                                       |
|                                            | К. Рамо | Вратари | Дж. Гласс | Судьи: Сергей Гусев Александр Сергеев |
|                                            | Голы:   |         |           | Судьи: Сергей Гусев Александр Сергеев |
| Д. Сёмин (Т. Заборский, А. Фролов) — 68:17 | 1 — 0   |         |           | Судьи: Сергей Гусев Александр Сергеев |
|                                            |         |         |           | Судьи: Сергей Гусев Александр Сергеев |
|                                            |         |         |           | Судьи: Сергей Гусев Александр Сергеев |
|                                            |         |         |           | Судьи: Сергей Гусев Александр Сергеев |
| 14 мин                                     | Штраф   | 14 мин  |           | Судьи: Сергей Гусев Александр Сергеев |
|                                            |         |         |           |                                       |
|                                            | 37      | Броски  | 30        |                                       |

| 3 марта 14:00 | Сибирь | 3 : 0 (1−0, 0−0, 2−0) | Авангард | ЛДС «Сибирь» Зрителей: 7500 |

| Отчёт | Отчёт             | Отчёт   | Отчёт   | Отчёт                            |
| --- | ----------------- | ------- | ------- | -------------------------------- |
| |                   |         |         |                                  |
| | Дж. Гласс         | Вратари | К. Рамо | Судьи: Вячеслав Буланов Юри Рённ |
| | Голы:             |         |         | Судьи: Вячеслав Буланов Юри Рённ |
| Й. Энлунд (Й. Лехтеря, К. Кудроч) — 04:53 К. Кудроч (Й. Лехтеря) (бол.) — 46:56 С. Санников (В. Другов, Е. Фёдоров) — 58:17 | 1 — 0 2 — 0 3 — 0 |         |         | Судьи: Вячеслав Буланов Юри Рённ |
| |                   |         |         | Судьи: Вячеслав Буланов Юри Рённ |
| |                   |         |         | Судьи: Вячеслав Буланов Юри Рённ |
| |                   |         |         | Судьи: Вячеслав Буланов Юри Рённ |
| 10 мин | Штраф             | 10 мин  |         | Судьи: Вячеслав Буланов Юри Рённ |
| |                   |         |         |                                  |
| | 28                | Броски  | 36      |                                  |

| 5 марта 16:00 | Авангард | 2 : 0 (1−0, 1−0, 0−0) | Сибирь | Арена Омск Зрителей: 10 170 |

| Отчёт                                                              | Отчёт       | Отчёт   | Отчёт     | Отчёт                                |
| ------------------------------------------------------------------ | ----------- | ------- | --------- | ------------------------------------ |
|                                                                    |             |         |           |                                      |
|                                                                    | К. Рамо     | Вратари | Дж. Гласс | Судьи: Эдуард Одиньш Рафаэль Кадыров |
|                                                                    | Голы:       |         |           | Судьи: Эдуард Одиньш Рафаэль Кадыров |
| А. Белов (А. Пережогин) — 18:06 А. Пережогин (Н. Пивцакин) — 31:36 | 1 — 0 2 — 0 |         |           | Судьи: Эдуард Одиньш Рафаэль Кадыров |
|                                                                    |             |         |           | Судьи: Эдуард Одиньш Рафаэль Кадыров |
|                                                                    |             |         |           | Судьи: Эдуард Одиньш Рафаэль Кадыров |
|                                                                    |             |         |           | Судьи: Эдуард Одиньш Рафаэль Кадыров |
| 6 мин                                                              | Штраф       | 8 мин   |           | Судьи: Эдуард Одиньш Рафаэль Кадыров |
|                                                                    |             |         |           |                                      |
|                                                                    | 28          | Броски  | 26        |                                      |

| 21 февраля 17:00 | Трактор | 3 : 4 (OT) (0−1, 2−1, 1−1, 0−1) | Барыс | Ледовая арена «Трактор» Зрителей: 7450 |

| Отчёт | Отчёт                                     | Отчёт | Отчёт      | Отчёт                                      |
| --- | ----------------------------------------- | --- | ---------- | ------------------------------------------ |
| |                                           | |            |                                            |
| | М. Гарнетт                                | Вратари | В. Еремеев | Судьи: Александр Черенков Сергей Карабанов |
| | Голы:                                     | |            | Судьи: Александр Черенков Сергей Карабанов |
| К. Панов (С. Чистов) — 24:33 К. Панов (А. Васильченко, П. Контиола) — 34:52 М. Якуценя (П. Контиола, В. Ничушкин) — 58:10 | 0 — 1 1 — 1 1 — 2 2 — 2 2 — 3 3 — 3 3 — 4 | 18:02 — Б. Боченски (Р. Савченко) (бол.) 30:53 — Б. Боченски (Р. Савченко, К. Руденко) 43:31 — В. Краснослободцев 74:34 — Р. Старченко (К. Руденко) |            | Судьи: Александр Черенков Сергей Карабанов |
| |                                           | |            | Судьи: Александр Черенков Сергей Карабанов |
| |                                           | |            | Судьи: Александр Черенков Сергей Карабанов |
| |                                           | |            | Судьи: Александр Черенков Сергей Карабанов |
| 16 мин | Штраф                                     | 12 мин |            | Судьи: Александр Черенков Сергей Карабанов |
| |                                           | |            |                                            |
| | 46                                        | Броски | 32         |                                            |

| 22 февраля 17:00 | Трактор | 3 : 5 (1−2, 1−3, 1−0) | Барыс | Ледовая арена «Трактор» Зрителей: 6800 |

| Отчёт | Отчёт                                           | Отчёт | Отчёт      | Отчёт                                       |
| --- | ----------------------------------------------- | --- | ---------- | ------------------------------------------- |
| |                                                 | |            |                                             |
| | М. Гарнетт, В. Фокин                            | Вратари | В. Еремеев | Судьи: Александр Черенков Александр Сергеев |
| | Голы:                                           | |            | Судьи: Александр Черенков Александр Сергеев |
| В. Ничушкин (В. Антипов) — 05:24 П. Контиола (М. Якуценя, Н. Нестеров) (бол.) — 22:07 В. Ничушкин (П. Контиола) — 45:30 | 0 — 1 1 — 1 1 — 2 2 — 2 2 — 3 2 — 4 2 — 5 3 — 5 | 05:00 — Н. Доуз (Б. Боченски) 10:29 — Н. Доуз (Д. Бойд) 28:22 — Н. Доуз (Р. Старченко, Д. Бойд) (бол.) 30:45 — Н. Доуз (Б. Боченски, Д. Бойд) 34:41 — А. Литвиненко (бол.) |            | Судьи: Александр Черенков Александр Сергеев |
| |                                                 | |            | Судьи: Александр Черенков Александр Сергеев |
| |                                                 | |            | Судьи: Александр Черенков Александр Сергеев |
| |                                                 | |            | Судьи: Александр Черенков Александр Сергеев |
| 8 мин | Штраф                                           | 18 мин |            | Судьи: Александр Черенков Александр Сергеев |
| |                                                 | |            |                                             |
| | 41                                              | Броски | 16         |                                             |

| 25 февраля 17:00 | Барыс | 1 : 3 (1−1, 0−2, 0−0) | Трактор | Дворец спорта «Казахстан» Зрителей: 4072 |

| Отчёт                                    | Отчёт                   | Отчёт | Отчёт      | Отчёт                                  |
| ---------------------------------------- | ----------------------- | --- | ---------- | -------------------------------------- |
|                                          |                         | |            |                                        |
|                                          | В. Еремеев              | Вратари | М. Гарнетт | Судьи: Алексей Анисимов Андрей Рогачёв |
|                                          | Голы:                   | |            | Судьи: Алексей Анисимов Андрей Рогачёв |
| К. Руденко (М. Григорьев) (бол.) — 15:56 | 0 — 1 1 — 1 1 — 2 1 — 3 | 12:02 — К. Панов (М. Якуценя, Д. Куинт) (бол.) 21:30 — А. Васильченко (М. Якуценя) (мен.) 36:10 − Е. Дугин (М. Карпов) |            | Судьи: Алексей Анисимов Андрей Рогачёв |
|                                          |                         | |            | Судьи: Алексей Анисимов Андрей Рогачёв |
|                                          |                         | |            | Судьи: Алексей Анисимов Андрей Рогачёв |
|                                          |                         | |            | Судьи: Алексей Анисимов Андрей Рогачёв |
| 12 мин                                   | Штраф                   | 14 мин |            | Судьи: Алексей Анисимов Андрей Рогачёв |
|                                          |                         | |            |                                        |
|                                          | 32                      | Броски | 21         |                                        |

| 26 февраля 17:00 | Барыс | 2 : 3 (1−0, 1−2, 0−1) | Трактор | Дворец спорта «Казахстан» Зрителей: 4072 |

| Отчёт                                                     | Отчёт                         | Отчёт                                                                                          | Отчёт      | Отчёт                                |
| --------------------------------------------------------- | ----------------------------- | ---------------------------------------------------------------------------------------------- | ---------- | ------------------------------------ |
|                                                           |                               |                                                                                                |            |                                      |
|                                                           | В. Еремеев                    | Вратари                                                                                        | М. Гарнетт | Судьи: Алексей Анисимов Денис Наумов |
|                                                           | Голы:                         |                                                                                                |            | Судьи: Алексей Анисимов Денис Наумов |
| Ф. Полищук (М. Спиридонов) — 05:41 Н. Доуз (бол.) — 24:41 | 1 — 0 2 — 0 2 — 1 2 — 2 2 — 3 | 26:27 — В. Белов (П. Контиола, К. Панов) 30:32 — М. Карпов (бул.) 47:25 — Е. Дугин (М. Карпов) |            | Судьи: Алексей Анисимов Денис Наумов |
|                                                           |                               |                                                                                                |            | Судьи: Алексей Анисимов Денис Наумов |
|                                                           |                               |                                                                                                |            | Судьи: Алексей Анисимов Денис Наумов |
|                                                           |                               |                                                                                                |            | Судьи: Алексей Анисимов Денис Наумов |
| 6 мин                                                     | Штраф                         | 10 мин                                                                                         |            | Судьи: Алексей Анисимов Денис Наумов |
|                                                           |                               |                                                                                                |            |                                      |
|                                                           | 31                            | Броски                                                                                         | 34         |                                      |

| 1 марта 17:00 | Трактор | 6 : 3 (3−1, 2−1, 1−1) | Барыс | Ледовая арена «Трактор» Зрителей: 7500 |

| Отчёт | Отчёт                                                 | Отчёт | Отчёт        | Отчёт                                 |
| --- | ----------------------------------------------------- | --- | ------------ | ------------------------------------- |
| |                                                       | |              |                                       |
| | М. Гарнетт                                            | Вратари | П. Полуэктов | Судьи: Алексей Белов Анатолий Захаров |
| | Голы:                                                 | |              | Судьи: Алексей Белов Анатолий Захаров |
| Е. Кузнецов (С. Чистов) — 11:25 Ян Булис (Д. Рябыкин, С. Чистов) (бол.) — 13:47 В. Антипов — 18:53 Ян Булис (Д. Куинт, С. Чистов) (бол.) — 23:18 Д. Куинт (Д. Рябыкин, С. Чистов) (бол.) — 33:28 К. Панов (П. Контиола) (мен.) — 56:00 | 0 — 1 1 — 1 2 — 1 3 — 1 4 — 1 5 — 1 5 — 2 6 — 2 6 — 3 | 09:00 — Б. Боченски (А. Трощинский, Н. Доуз) (бол.) 39:52 — Р. Савченко (П. Полуэктов) (бол.) 59:28 — Д. Бойд (Н. Доуз) |              | Судьи: Алексей Белов Анатолий Захаров |
| |                                                       | |              | Судьи: Алексей Белов Анатолий Захаров |
| |                                                       | |              | Судьи: Алексей Белов Анатолий Захаров |
| |                                                       | |              | Судьи: Алексей Белов Анатолий Захаров |
| 14 мин | Штраф                                                 | 10 мин |              | Судьи: Алексей Белов Анатолий Захаров |
| |                                                       | |              |                                       |
| | 30                                                    | Броски | 36           |                                       |

| 3 марта 15:00 | Барыс | 4 : 2 (1−1, 1−1, 2−0) | Трактор | Дворец спорта «Казахстан» Зрителей: 3574 |

| Отчёт | Отчёт                               | Отчёт                                                                     | Отчёт      | Отчёт                             |
| --- | ----------------------------------- | ------------------------------------------------------------------------- | ---------- | --------------------------------- |
| |                                     |                                                                           |            |                                   |
| | П. Полуэктов                        | Вратари                                                                   | М. Гарнетт | Судьи: Сергей Кулаков Роман Щенёв |
| | Голы:                               |                                                                           |            | Судьи: Сергей Кулаков Роман Щенёв |
| Ф. Полищук (Р. Савченко, Т. Жайлауов) (бол.) — 17:58 Н. Доуз — 27:15 Ф. Полищук (Т. Жайлауов, В. Краснослободцев) — 46:13 Н. Доуз — 59:28 | 0 — 1 1 — 1 1 — 2 2 — 2 3 — 2 4 — 2 | 13:31 — П. Контиола (В. Белов) 23:14 — А. Шинин (В. Антипов, Н. Нестеров) |            | Судьи: Сергей Кулаков Роман Щенёв |
| |                                     |                                                                           |            | Судьи: Сергей Кулаков Роман Щенёв |
| |                                     |                                                                           |            | Судьи: Сергей Кулаков Роман Щенёв |
| |                                     |                                                                           |            | Судьи: Сергей Кулаков Роман Щенёв |
| 12 мин | Штраф                               | 10 мин                                                                    |            | Судьи: Сергей Кулаков Роман Щенёв |
| |                                     |                                                                           |            |                                   |
| | 29                                  | Броски                                                                    | 34         |                                   |

| 5 марта 17:00 | Трактор | 5 : 3 (2−1, 3−1, 0−1) | Барыс | Ледовая арена «Трактор» Зрителей: 7500 |

| Отчёт | Отчёт                                           | Отчёт                                                                                                | Отчёт                    | Отчёт                                 |
| --- | ----------------------------------------------- | --- | ------------------------ | ------------------------------------- |
| |                                                 | |                          |                                       |
| | М. Гарнетт                                      | Вратари                                                                                              | В. Крамарь, П. Полуэктов | Судьи: Сергей Гусев Константин Оленин |
| | Голы:                                           | |                          | Судьи: Сергей Гусев Константин Оленин |
| М. Якуценя (К. Панов, В. Белов) — 05:31 М. Карпов (А. Костицын) — 13:03 П. Контиола (М. Якуценя) — 25:33 П. Контиола (Г. Разин) — 34:43 Д. Куинт (Е. Кузнецов, С. Чистов) — 37:10 | 1 — 0 2 — 0 2 — 1 3 — 1 3 — 2 4 — 2 5 — 2 5 — 3 | 15:00 — Т. Жайлауов (В. Краснослободцев) 32:11 — Б. Боченски (Д. Бойд) 51:46 — К. Пушкарёв (Д. Бойд) |                          | Судьи: Сергей Гусев Константин Оленин |
| |                                                 | |                          | Судьи: Сергей Гусев Константин Оленин |
| |                                                 | |                          | Судьи: Сергей Гусев Константин Оленин |
| |                                                 | |                          | Судьи: Сергей Гусев Константин Оленин |
| 2 мин | Штраф                                           | 14 мин                                                                                               |                          | Судьи: Сергей Гусев Константин Оленин |
| |                                                 | |                          |                                       |
| | 32                                              | Броски                                                                                               | 28                       |                                       |

| 21 февраля 17:00 | Металлург Мг | 3 : 4 (OT) (2−2, 0−1, 1−0, 0−1) | Салават Юлаев | Арена Металлург Зрителей: 7708 |

| Отчёт | Отчёт                                     | Отчёт | Отчёт     | Отчёт                                   |
| --- | ----------------------------------------- | --- | --------- | --------------------------------------- |
| |                                           | |           |                                         |
| | А. Ахонен                                 | Вратари | И. Таркки | Судьи: Константин Оленин Виктор Гашилов |
| | Голы:                                     | |           | Судьи: Константин Оленин Виктор Гашилов |
| М. Цуккарелло (С. Мозякин, Д. Платонов) (бол.) — 07:06 Д. Казионов (Я. Хабаров, А. Королюк) — 07:58 В. Антипин (К. О’Райли, Д. Платонов) — 48:30 | 1 — 0 2 — 0 2 — 1 2 — 2 2 — 3 3 — 3 3 — 4 | 11:48 — С. Зиновьев (Ш. Ружичка, Н. Филатов) (бол.) 15:05 — С. Зиновьев (Ш. Ружичка) 28:04 — А. Пильстрём (К. Кольцов, А. Кайгородов) (бол.) 61:22 — А. Свитов |           | Судьи: Константин Оленин Виктор Гашилов |
| |                                           | |           | Судьи: Константин Оленин Виктор Гашилов |
| |                                           | |           | Судьи: Константин Оленин Виктор Гашилов |
| |                                           | |           | Судьи: Константин Оленин Виктор Гашилов |
| 6 мин | Штраф                                     | 4 мин |           | Судьи: Константин Оленин Виктор Гашилов |
| |                                           | |           |                                         |
| | 22                                        | Броски | 28        |                                         |

| 22 февраля 17:00 | Металлург Мг | 2 : 0 (0−0, 2−0, 0−0) | Салават Юлаев | Арена Металлург Зрителей: 7708 |

| Отчёт                                                                          | Отчёт        | Отчёт   | Отчёт     | Отчёт                                     |
| ------------------------------------------------------------------------------ | ------------ | ------- | --------- | ----------------------------------------- |
|                                                                                |              |         |           |                                           |
|                                                                                | Г. Гелашвили | Вратари | И. Таркки | Судьи: Алексей Васильев Константин Оленин |
|                                                                                | Голы:        |         |           | Судьи: Алексей Васильев Константин Оленин |
| А. Королюк (М. Цуккарелло) — 22:06 С. Мозякин (К. О’Райли, Я. Хабаров) — 25:12 | 1 — 0 2 — 0  |         |           | Судьи: Алексей Васильев Константин Оленин |
|                                                                                |              |         |           | Судьи: Алексей Васильев Константин Оленин |
|                                                                                |              |         |           | Судьи: Алексей Васильев Константин Оленин |
|                                                                                |              |         |           | Судьи: Алексей Васильев Константин Оленин |
| 22 мин                                                                         | Штраф        | 10 мин  |           | Судьи: Алексей Васильев Константин Оленин |
|                                                                                |              |         |           |                                           |
|                                                                                | 15           | Броски  | 25        |                                           |

| 25 февраля 17:00 | Салават Юлаев | 4 : 1 (0−1, 3−0, 1−0) | Металлург Мг | Уфа-Арена Зрителей: 7920 |

| Отчёт | Отчёт                         | Отчёт                         | Отчёт        | Отчёт                                 |
| --- | ----------------------------- | ----------------------------- | ------------ | ------------------------------------- |
| |                               |                               |              |                                       |
| | И. Таркки                     | Вратари                       | Г. Гелашвили | Судьи: Вячеслав Буланов Юрий Цыплаков |
| | Голы:                         |                               |              | Судьи: Вячеслав Буланов Юрий Цыплаков |
| Н. Филатов (М. Блатяк) (бол.) — 21:18 А. Пильстрём (Н. Филатов, К. Кольцов) — 26:18 А. Панков (А. Свитов, Б. Сопел) — 35:38 В. Прошкин (мен.) — 59:45 | 0 — 1 1 — 1 2 — 1 3 — 1 4 — 1 | 19:54 — С. Мозякин (Э. Лисин) |              | Судьи: Вячеслав Буланов Юрий Цыплаков |
| |                               |                               |              | Судьи: Вячеслав Буланов Юрий Цыплаков |
| |                               |                               |              | Судьи: Вячеслав Буланов Юрий Цыплаков |
| |                               |                               |              | Судьи: Вячеслав Буланов Юрий Цыплаков |
| 12 мин | Штраф                         | 20 мин                        |              | Судьи: Вячеслав Буланов Юрий Цыплаков |
| |                               |                               |              |                                       |
| | 30                            | Броски                        | 27           |                                       |

| 26 февраля 17:00 | Салават Юлаев | 2 : 3 (0−0, 2−0, 0−3) | Металлург Мг | Уфа-Арена Зрителей: 7915 |

| Отчёт                                                                                         | Отчёт                         | Отчёт | Отчёт                   | Отчёт                                    |
| --------------------------------------------------------------------------------------------- | ----------------------------- | --- | ----------------------- | ---------------------------------------- |
|                                                                                               |                               | |                         |                                          |
|                                                                                               | И. Таркки                     | Вратари | А. Ахонен, Г. Гелашвили | Судьи: Вячеслав Буланов Анатолий Захаров |
|                                                                                               | Голы:                         | |                         | Судьи: Вячеслав Буланов Анатолий Захаров |
| Б. Сопел (М. Блатяк, Ш. Ружичка) (бол.) — 27:52 А. Зубарев (И. Мирнов, А. Кайгородов) — 36:27 | 1 — 0 2 — 0 2 — 1 2 — 2 2 — 3 | 42:52 — К. О’Райли (С. Мозякин) 56:39 — К. О’Райли (С. Мозякин, Д. Платонов) 59:56 — М. Цуккарелло (В. Антипин) |                         | Судьи: Вячеслав Буланов Анатолий Захаров |
|                                                                                               |                               | |                         | Судьи: Вячеслав Буланов Анатолий Захаров |
|                                                                                               |                               | |                         | Судьи: Вячеслав Буланов Анатолий Захаров |
|                                                                                               |                               | |                         | Судьи: Вячеслав Буланов Анатолий Захаров |
| 14 мин                                                                                        | Штраф                         | 12 мин |                         | Судьи: Вячеслав Буланов Анатолий Захаров |
|                                                                                               |                               | |                         |                                          |
|                                                                                               | 28                            | Броски | 19                      |                                          |

| 1 марта 17:00 | Металлург Мг | 2 : 1 (1−0, 1−0, 0−1) | Салават Юлаев | Арена Металлург Зрителей: 7500 |

| Отчёт                                                                | Отчёт             | Отчёт                                        | Отчёт     | Отчёт                         |
| -------------------------------------------------------------------- | ----------------- | -------------------------------------------- | --------- | ----------------------------- |
|                                                                      |                   |                                              |           |                               |
|                                                                      | А. Ахонен         | Вратари                                      | И. Таркки | Судьи: Юри Рённ Эдуард Одиньш |
|                                                                      | Голы:             |                                              |           | Судьи: Юри Рённ Эдуард Одиньш |
| М. Гулаш (Э. Лисин) — 11:45 М. Гулаш (Дж. Ходжман, Э. Лисин) — 29:28 | 1 — 0 2 — 0 2 — 1 | 43:10 — Ш. Ружичка (Д. Хлыстов, С. Зиновьев) |           | Судьи: Юри Рённ Эдуард Одиньш |
|                                                                      |                   |                                              |           | Судьи: Юри Рённ Эдуард Одиньш |
|                                                                      |                   |                                              |           | Судьи: Юри Рённ Эдуард Одиньш |
|                                                                      |                   |                                              |           | Судьи: Юри Рённ Эдуард Одиньш |
| 12 мин                                                               | Штраф             | 10 мин                                       |           | Судьи: Юри Рённ Эдуард Одиньш |
|                                                                      |                   |                                              |           |                               |
|                                                                      | 25                | Броски                                       | 31        |                               |

| 3 марта 15:00 | Салават Юлаев | 5 : 4 (2−0, 3−3, 0−1) | Металлург Мг | Уфа-Арена Зрителей: 7915 |

| Отчёт | Отчёт                                                 | Отчёт | Отчёт     | Отчёт                                    |
| --- | ----------------------------------------------------- | --- | --------- | ---------------------------------------- |
| |                                                       | |           |                                          |
| | И. Таркки                                             | Вратари | А. Ахонен | Судьи: Сергей Карабанов Алексей Анисимов |
| | Голы:                                                 | |           | Судьи: Сергей Карабанов Алексей Анисимов |
| И. Мирнов (К. Кольцов, А. Кайгородов) (бол.) — 09:13 А. Кайгородов (А. Пильстрём) — 16:08 Д. Хлыстов (К. Кольцов, А. Кайгородов) (бол.) — 36:17 Д. Хлыстов (М. Блатяк, С. Зиновьев) — 37:44 Б. Сопел (И. Мусатов, А. Глухов) — 39:13 | 1 — 0 2 — 0 2 — 1 2 — 2 3 — 2 3 — 3 4 — 3 5 — 3 5 — 4 | 21:37 — Дж. Ходжман (М. Гулаш) (бол.) 25:03 — А. Королюк (С. Мозякин, М. Цуккарелло) (бол.) 37:17 — М. Гулаш (В. Антипин, Е. Бирюков) 57:23 — М. Гулаш (А. Королюк) |           | Судьи: Сергей Карабанов Алексей Анисимов |
| |                                                       | |           | Судьи: Сергей Карабанов Алексей Анисимов |
| |                                                       | |           | Судьи: Сергей Карабанов Алексей Анисимов |
| |                                                       | |           | Судьи: Сергей Карабанов Алексей Анисимов |
| 14 мин | Штраф                                                 | 12 мин |           | Судьи: Сергей Карабанов Алексей Анисимов |
| |                                                       | |           |                                          |
| | 38                                                    | Броски | 33        |                                          |

| 5 марта 17:00 | Металлург Мг | 0 : 2 (0−0, 0−1, 0−1) | Салават Юлаев | Арена Металлург Зрителей: 7500 |

| Отчёт | Отчёт       | Отчёт                                                             | Отчёт     | Отчёт                            |
| ----- | ----------- | ----------------------------------------------------------------- | --------- | -------------------------------- |
|       |             |                                                                   |           |                                  |
|       | А. Ахонен   | Вратари                                                           | И. Таркки | Судьи: Юри Рённ Вячеслав Буланов |
|       | Голы:       |                                                                   |           | Судьи: Юри Рённ Вячеслав Буланов |
|       | 0 — 1 0 — 2 | 28:48 — Н. Филатов (М. Блатяк, С. Зиновьев) 59:14 — А. Кайгородов |           | Судьи: Юри Рённ Вячеслав Буланов |
|       |             |                                                                   |           | Судьи: Юри Рённ Вячеслав Буланов |
|       |             |                                                                   |           | Судьи: Юри Рённ Вячеслав Буланов |
|       |             |                                                                   |           | Судьи: Юри Рённ Вячеслав Буланов |
| 6 мин | Штраф       | 8 мин                                                             |           | Судьи: Юри Рённ Вячеслав Буланов |
|       |             |                                                                   |           |                                  |
|       | 17          | Броски                                                            | 25        |                                  |

#### Запад
| 20 февраля 19:30 | СКА | 1 : 0 (OT) (0−0, 0−0, 0−0, 1−0) | Атлант | СКК «Ледовый дворец» Зрителей: 12 200 |

| Отчёт                                | Отчёт   | Отчёт   | Отчёт      | Отчёт                                |
| ------------------------------------ | ------- | ------- | ---------- | ------------------------------------ |
|                                      |         |         |            |                                      |
|                                      | И. Ежов | Вратари | С. Галимов | Судьи: Алексей Белов Рафаэль Кадыров |
|                                      | Голы:   |         |            | Судьи: Алексей Белов Рафаэль Кадыров |
| П. Торесен (П. Пруха) (бол.) — 63:42 | 1 — 0   |         |            | Судьи: Алексей Белов Рафаэль Кадыров |
|                                      |         |         |            | Судьи: Алексей Белов Рафаэль Кадыров |
|                                      |         |         |            | Судьи: Алексей Белов Рафаэль Кадыров |
|                                      |         |         |            | Судьи: Алексей Белов Рафаэль Кадыров |
| 4 мин                                | Штраф   | 6 мин   |            | Судьи: Алексей Белов Рафаэль Кадыров |
|                                      |         |         |            |                                      |
|                                      | 37      | Броски  | 16         |                                      |

| 21 февраля 19:30 | СКА | 7 : 0 (1−0, 2−0, 4−0) | Атлант | СКК «Ледовый дворец» Зрителей: 12 400 |

| Отчёт | Отчёт                                     | Отчёт   | Отчёт                 | Отчёт                               |
| --- | ----------------------------------------- | ------- | --------------------- | ----------------------------------- |
| |                                           |         |                       |                                     |
| | И. Касутин                                | Вратари | А. Волков, С. Галимов | Судьи: Рафаэль Кадыров Денис Наумов |
| | Голы:                                     |         |                       | Судьи: Рафаэль Кадыров Денис Наумов |
| А. Кучерявенко (А. Панарин, М. Афиногенов) — 18:28 К. Даллмэн (Т. Мортенссон, П. Пруха) (бол.) — 26:13 М. Варнаков (А. Осипов, В. Тихонов) — 26:47 А. Бурдасов (Ф. Фёдоров, И. Непряев) — 43:01 К. Даллмэн (В. Тихонов, Т. Рамстедт) — 44:52 А. Бурдасов (бул.) — 55:14 В. Тихонов (М. Варнаков) — 59:34 | 1 — 0 2 — 0 3 — 0 4 — 0 5 — 0 6 — 0 7 — 0 |         |                       | Судьи: Рафаэль Кадыров Денис Наумов |
| |                                           |         |                       | Судьи: Рафаэль Кадыров Денис Наумов |
| |                                           |         |                       | Судьи: Рафаэль Кадыров Денис Наумов |
| |                                           |         |                       | Судьи: Рафаэль Кадыров Денис Наумов |
| 6 мин | Штраф                                     | 6 мин   |                       | Судьи: Рафаэль Кадыров Денис Наумов |
| |                                           |         |                       |                                     |
| | 47                                        | Броски  | 22                    |                                     |

| 24 февраля 17:00 | Атлант | 3 : 1 (0−1, 3−0, 0−0) | СКА | Арена Мытищи Зрителей: 6800 |

| Отчёт | Отчёт                   | Отчёт                  | Отчёт   | Отчёт                                  |
| --- | ----------------------- | ---------------------- | ------- | -------------------------------------- |
| |                         |                        |         |                                        |
| | С. Галимов              | Вратари                | И. Ежов | Судьи: Евгений Ромасько Виктор Гашилов |
| | Голы:                   |                        |         | Судьи: Евгений Ромасько Виктор Гашилов |
| О. Яшин (С. Шмелёв) — 23:38 А. Энгквист (А. Михнов, М. Майоров) (бол.) — 25:03 М. Глухов (Д. Космачёв) (бол.) — 36:45 | 0 — 1 1 — 1 2 — 1 3 — 1 | 02:17 — А. Кучерявенко |         | Судьи: Евгений Ромасько Виктор Гашилов |
| |                         |                        |         | Судьи: Евгений Ромасько Виктор Гашилов |
| |                         |                        |         | Судьи: Евгений Ромасько Виктор Гашилов |
| |                         |                        |         | Судьи: Евгений Ромасько Виктор Гашилов |
| 12 мин | Штраф                   | 24 мин                 |         | Судьи: Евгений Ромасько Виктор Гашилов |
| |                         |                        |         |                                        |
| | 27                      | Броски                 | 41      |                                        |

| 25 февраля 19:30 | Атлант | 1 : 6 (0−2, 0−2, 1−2) | СКА | Арена Мытищи Зрителей: 6800 |

| Отчёт                               | Отчёт                                     | Отчёт | Отчёт      | Отчёт                               |
| ----------------------------------- | ----------------------------------------- | --- | ---------- | ----------------------------------- |
|                                     |                                           | |            |                                     |
|                                     | С. Галимов                                | Вратари | И. Касутин | Судьи: Виктор Гашилов Дмитрий Сивов |
|                                     | Голы:                                     | |            | Судьи: Виктор Гашилов Дмитрий Сивов |
| И. Вишневский (С. Озолиньш) — 58:59 | 0 — 1 0 — 2 0 — 3 0 — 4 0 — 5 0 — 6 1 — 6 | 01:22 — М. Варнаков (А. Панарин, Т. Рамстедт) 17:56 — А. Панарин (К. Даллмэн, Т. Рамстедт) (бол.) 22:52 — Ф. Фёдоров (Т. Мортенссон, И. Непряев) 34:58 — М. Чудинов 43:05 — Т. Мортенссон (В. Тихонов, П. Торесен) 46:19 — А. Осипов (А. Панарин, Т. Рамстедт) (бол.) |            | Судьи: Виктор Гашилов Дмитрий Сивов |
|                                     |                                           | |            | Судьи: Виктор Гашилов Дмитрий Сивов |
|                                     |                                           | |            | Судьи: Виктор Гашилов Дмитрий Сивов |
|                                     |                                           | |            | Судьи: Виктор Гашилов Дмитрий Сивов |
| 10 мин                              | Штраф                                     | 10 мин |            | Судьи: Виктор Гашилов Дмитрий Сивов |
|                                     |                                           | |            |                                     |
|                                     | 28                                        | Броски | 48         |                                     |

| 28 февраля 19:30 | СКА | 7 : 0 (1−0, 4−0, 2−0) | Атлант | СКК «Ледовый дворец» Зрителей: 12 400 |

| Отчёт | Отчёт                                     | Отчёт   | Отчёт      | Отчёт                                     |
| --- | ----------------------------------------- | ------- | ---------- | ----------------------------------------- |
| |                                           |         |            |                                           |
| | И. Касутин                                | Вратари | С. Галимов | Судьи: Алексей Анисимов Константин Оленин |
| | Голы:                                     |         |            | Судьи: Алексей Анисимов Константин Оленин |
| А. Панарин (А. Осипов, М. Варнаков) — 00:53 М. Варнаков — 25:49 Т. Мортенссон (В. Тихонов) — 28:11 Т. Мортенссон (В. Тихонов, П. Торесен) — 33:05 А. Кучерявенко (А. Осипов, М. Чудинов) — 33:29 П. Торесен (Т. Мортенссон) (бол.) — 56:14 М. Варнаков (Т. Рамстедт, А. Панарин) — 56:46 | 1 — 0 2 — 0 3 — 0 4 — 0 5 — 0 6 — 0 7 — 0 |         |            | Судьи: Алексей Анисимов Константин Оленин |
| |                                           |         |            | Судьи: Алексей Анисимов Константин Оленин |
| |                                           |         |            | Судьи: Алексей Анисимов Константин Оленин |
| |                                           |         |            | Судьи: Алексей Анисимов Константин Оленин |
| 4 мин | Штраф                                     | 10 мин  |            | Судьи: Алексей Анисимов Константин Оленин |
| |                                           |         |            |                                           |
| | 45                                        | Броски  | 13         |                                           |

| 20 февраля 19:30 | ЦСКА | 3 : 2 (OT) (1−0, 0−1, 1−1, 1−0) | Лев | Ледовый спортивный комплекс ЦСКА имени В. М. Боброва Зрителей: 3219 |

| Отчёт | Отчёт                         | Отчёт                                                                                  | Отчёт       | Отчёт                         |
| --- | ----------------------------- | -------------------------------------------------------------------------------------- | ----------- | ----------------------------- |
| |                               |                                                                                        |             |                               |
| | Р. Станя                      | Вратари                                                                                | Т. Пёпперле | Судьи: Эдуард Одиньш Юри Рённ |
| | Голы:                         |                                                                                        |             | Судьи: Эдуард Одиньш Юри Рённ |
| И. Радулов (Я. Рылов, А. Радулов) (бол.) — 11:28 О. Кваша (Д. Денисов, Ш. Моррисонн) (бол.) — 45:57 Я. Рылов (А. Радулов) (бол.) — 74:34 | 1 — 0 1 — 1 2 — 1 2 — 2 3 — 2 | 24:00 — П. Врана (М. Бирнер, М. Репик) (бол.) 55:17 — М. Репик (М. Бирнер, Н. Ойстрик) |             | Судьи: Эдуард Одиньш Юри Рённ |
| |                               |                                                                                        |             | Судьи: Эдуард Одиньш Юри Рённ |
| |                               |                                                                                        |             | Судьи: Эдуард Одиньш Юри Рённ |
| |                               |                                                                                        |             | Судьи: Эдуард Одиньш Юри Рённ |
| 18 мин | Штраф                         | 22 мин                                                                                 |             | Судьи: Эдуард Одиньш Юри Рённ |
| |                               |                                                                                        |             |                               |
| | 33                            | Броски                                                                                 | 38          |                               |

| 21 февраля 19:30 | ЦСКА | 3 : 2 (2 OT) (1−0, 0−1, 1−1, 0−0, 1−0) | Лев | Ледовый спортивный комплекс ЦСКА имени В. М. Боброва Зрителей: 2247 |

| Отчёт | Отчёт                         | Отчёт                                                                                         | Отчёт       | Отчёт                               |
| --- | ----------------------------- | --------------------------------------------------------------------------------------------- | ----------- | ----------------------------------- |
| |                               |                                                                                               |             |                                     |
| | Р. Станя                      | Вратари                                                                                       | Т. Пёпперле | Судьи: Эдуард Одиньш Александр Соин |
| | Голы:                         |                                                                                               |             | Судьи: Эдуард Одиньш Александр Соин |
| А. Радулов (И. Радулов) (бол.) — 14:56 Я. Рылов (И. Радулов, А. Радулов) — 57:58 И. Григоренко (О. Кваша, С. Широков) — 89:36 | 1 — 0 1 — 1 1 — 2 2 — 2 3 — 2 | 22:17 — Н. Даниэльссон (Н. Ойстрик, М. Мяенпяя) (бол.) 44:23 — М. Бирнер (П. Врана, М. Репик) |             | Судьи: Эдуард Одиньш Александр Соин |
| |                               |                                                                                               |             | Судьи: Эдуард Одиньш Александр Соин |
| |                               |                                                                                               |             | Судьи: Эдуард Одиньш Александр Соин |
| |                               |                                                                                               |             | Судьи: Эдуард Одиньш Александр Соин |
| 12 мин | Штраф                         | 12 мин                                                                                        |             | Судьи: Эдуард Одиньш Александр Соин |
| |                               |                                                                                               |             |                                     |
| | 36                            | Броски                                                                                        | 41          |                                     |

| 24 февраля 20:00 | Лев | 1 : 3 (0−0, 1−2, 0−1) | ЦСКА | Типспорт Арена Зрителей: 8213 |

| Отчёт                           | Отчёт                   | Отчёт | Отчёт    | Отчёт                          |
| ------------------------------- | ----------------------- | --- | -------- | ------------------------------ |
|                                 |                         | |          |                                |
|                                 | Т. Пёпперле             | Вратари | Р. Станя | Судьи: Юри Рённ Сергей Кулаков |
|                                 | Голы:                   | |          | Судьи: Юри Рённ Сергей Кулаков |
| И. Новотны (Н. Ойстрик) — 20:46 | 1 — 0 1 — 1 1 — 2 1 — 3 | 28:12 — И. Ожиганов (А. Радулов, Д. Марков) (бол.) 28:51 — П. Дэвис (В. Козлов, Я. Спруктс) 52:14 — Н. Прохоркин (О. Кваша) |          | Судьи: Юри Рённ Сергей Кулаков |
|                                 |                         | |          | Судьи: Юри Рённ Сергей Кулаков |
|                                 |                         | |          | Судьи: Юри Рённ Сергей Кулаков |
|                                 |                         | |          | Судьи: Юри Рённ Сергей Кулаков |
| 10 мин                          | Штраф                   | 35 мин |          | Судьи: Юри Рённ Сергей Кулаков |
|                                 |                         | |          |                                |
|                                 | 26                      | Броски | 20       |                                |

| 25 февраля 22:00 | Лев | 1 : 2 (0−1, 1−1, 0−0) | ЦСКА | Типспорт Арена Зрителей: 8095 |

| Отчёт                                      | Отчёт             | Отчёт                                                                                          | Отчёт    | Отчёт                          |
| ------------------------------------------ | ----------------- | ---------------------------------------------------------------------------------------------- | -------- | ------------------------------ |
|                                            |                   |                                                                                                |          |                                |
|                                            | Т. Пёпперле       | Вратари                                                                                        | Р. Станя | Судьи: Юри Рённ Сергей Кулаков |
|                                            | Голы:             |                                                                                                |          | Судьи: Юри Рённ Сергей Кулаков |
| М. Мяенпяя (Н. Даниэльссон) (бол.) — 25:21 | 0 — 1 0 — 2 1 — 2 | 18:40 — И. Радулов (А. Радулов, Е. Рясенский) (бол.) 21:13 — С. Широков (О. Кваша, А. Радулов) |          | Судьи: Юри Рённ Сергей Кулаков |
|                                            |                   |                                                                                                |          | Судьи: Юри Рённ Сергей Кулаков |
|                                            |                   |                                                                                                |          | Судьи: Юри Рённ Сергей Кулаков |
|                                            |                   |                                                                                                |          | Судьи: Юри Рённ Сергей Кулаков |
| 22 мин                                     | Штраф             | 20 мин                                                                                         |          | Судьи: Юри Рённ Сергей Кулаков |
|                                            |                   |                                                                                                |          |                                |
|                                            | 22                | Броски                                                                                         | 28       |                                |

| 20 февраля 19:30 | Динамо Мск | 5 : 1 (2−0, 1−1, 2−0) | Слован | МСА «Лужники» Зрителей: 5212 |

| Отчёт | Отчёт                               | Отчёт                                             | Отчёт   | Отчёт                             |
| --- | ----------------------------------- | ------------------------------------------------- | ------- | --------------------------------- |
| |                                     |                                                   |         |                                   |
| | А. Ерёменко                         | Вратари                                           | Я. Янус | Судьи: Сергей Кулаков Роман Щенёв |
| | Голы:                               |                                                   |         | Судьи: Сергей Кулаков Роман Щенёв |
| А. Цветков (Д. Кокарев, Я. Петружалек) (бол.) — 08:29 Д. Мосалёв (М. Квапил) — 17:51 Р. Дерлюк (С. Соин, С. Коньков) — 33:41 Я. Петружалек (М. Соловьёв, М. Квапил) — 47:14 Я. Петружалек (А. Цветков, Д. Кокарев) — 50:56 | 1 — 0 2 — 0 2 — 1 3 — 1 4 — 1 5 — 1 | 26:39 — М. Вондрка (М. Миклик, Ян Табачек) (бол.) |         | Судьи: Сергей Кулаков Роман Щенёв |
| |                                     |                                                   |         | Судьи: Сергей Кулаков Роман Щенёв |
| |                                     |                                                   |         | Судьи: Сергей Кулаков Роман Щенёв |
| |                                     |                                                   |         | Судьи: Сергей Кулаков Роман Щенёв |
| 8 мин | Штраф                               | 8 мин                                             |         | Судьи: Сергей Кулаков Роман Щенёв |
| |                                     |                                                   |         |                                   |
| | 31                                  | Броски                                            | 29      |                                   |

| 21 февраля 19:30 | Динамо Мск | 3 : 2 (OT) (1−0, 1−2, 0−0, 1−0) | Слован | МСА «Лужники» Зрителей: 5252 |

| Отчёт                                                                                             | Отчёт                         | Отчёт                                                                           | Отчёт     | Отчёт                                  |
| ------------------------------------------------------------------------------------------------- | ----------------------------- | ------------------------------------------------------------------------------- | --------- | -------------------------------------- |
|                                                                                                   |                               |                                                                                 |           |                                        |
|                                                                                                   | А. Ерёменко                   | Вратари                                                                         | Б. Конрад | Судьи: Сергей Кулаков Евгений Ромасько |
|                                                                                                   | Голы:                         |                                                                                 |           | Судьи: Сергей Кулаков Евгений Ромасько |
| Я. Петружалек — 01:14 А. Сопин (К. Горовиков, К. Касянчук) — 32:50 А. Сопин (К. Касянчук) — 71:46 | 1 — 0 1 — 1 1 — 2 2 — 2 3 — 2 | 25:56 — М. Ближняк (М. Вондрка) (мен.) 30:20 — Р. Кукумберг (М. Штайнох) (бол.) |           | Судьи: Сергей Кулаков Евгений Ромасько |
|                                                                                                   |                               |                                                                                 |           | Судьи: Сергей Кулаков Евгений Ромасько |
|                                                                                                   |                               |                                                                                 |           | Судьи: Сергей Кулаков Евгений Ромасько |
|                                                                                                   |                               |                                                                                 |           | Судьи: Сергей Кулаков Евгений Ромасько |
| 4 мин                                                                                             | Штраф                         | 8 мин                                                                           |           | Судьи: Сергей Кулаков Евгений Ромасько |
|                                                                                                   |                               |                                                                                 |           |                                        |
|                                                                                                   | 35                            | Броски                                                                          | 24        |                                        |

| 24 февраля 20:00 | Слован | 2 : 4 (1−0, 1−4, 0−0) | Динамо Мск | Зимний стадион им. Ондрея Непелы Зрителей: 9666 |

| Отчёт                                                                                      | Отчёт                               | Отчёт | Отчёт       | Отчёт                                    |
| ------------------------------------------------------------------------------------------ | ----------------------------------- | --- | ----------- | ---------------------------------------- |
|                                                                                            |                                     | |             |                                          |
|                                                                                            | Б. Конрад                           | Вратари | А. Ерёменко | Судьи: Александр Сергеев Алексей Раводин |
|                                                                                            | Голы:                               | |             | Судьи: Александр Сергеев Алексей Раводин |
| М. Ближняк (М. Миклик, М. Серсен) (бол.) — 02:59 М. Китнар (Л. Гудачек, Т. Мойжиш) — 22:56 | 1 — 0 2 — 0 2 — 1 2 — 2 2 — 3 2 — 4 | 23:48 — А. Сопин (С. Соин) 25:40 — М. Квапил (М. Соловьёв, А. Ерёменко) (бол.) 35:16 — Д. Граняк (Я. Петружалек, Д. Кокарев) 38:33 — Я. Петружалек (А. Цветков, Д. Кокарев) |             | Судьи: Александр Сергеев Алексей Раводин |
|                                                                                            |                                     | |             | Судьи: Александр Сергеев Алексей Раводин |
|                                                                                            |                                     | |             | Судьи: Александр Сергеев Алексей Раводин |
|                                                                                            |                                     | |             | Судьи: Александр Сергеев Алексей Раводин |
| 12 мин                                                                                     | Штраф                               | 8 мин |             | Судьи: Александр Сергеев Алексей Раводин |
|                                                                                            |                                     | |             |                                          |
|                                                                                            | 27                                  | Броски | 35          |                                          |

| 25 февраля 22:00 | Слован | 2 : 3 (0−1, 0−2, 2−0) | Динамо Мск | Зимний стадион им. Ондрея Непелы Зрителей: 10 055 |

| Отчёт                                                                            | Отчёт                         | Отчёт | Отчёт       | Отчёт                                    |
| -------------------------------------------------------------------------------- | ----------------------------- | --- | ----------- | ---------------------------------------- |
|                                                                                  |                               | |             |                                          |
|                                                                                  | Я. Янус                       | Вратари | А. Ерёменко | Судьи: Александр Сергеев Алексей Раводин |
|                                                                                  | Голы:                         | |             | Судьи: Александр Сергеев Алексей Раводин |
| И. Шварни (М. Бартович, Ю. Микуш) (бол.) — 42:25 В. Мигалик (Л. Гудачек) — 46:24 | 0 — 1 0 — 2 0 — 3 1 — 3 2 — 3 | 11:32 — Я. Петружалек (А. Миронов, А. Ерёменко) 26:28 — С. Коньков (Д. Пестунов, Ю. Бабенко) 29:26 — Я. Яласваара (М. Соловьёв, Д. Кокарев) (бол.) |             | Судьи: Александр Сергеев Алексей Раводин |
|                                                                                  |                               | |             | Судьи: Александр Сергеев Алексей Раводин |
|                                                                                  |                               | |             | Судьи: Александр Сергеев Алексей Раводин |
|                                                                                  |                               | |             | Судьи: Александр Сергеев Алексей Раводин |
| 22 мин                                                                           | Штраф                         | 18 мин |             | Судьи: Александр Сергеев Алексей Раводин |
|                                                                                  |                               | |             |                                          |
|                                                                                  | 27                            | Броски | 29          |                                          |

| 20 февраля 19:00 | Локомотив | 1 : 2 (1:0, 0:1, 0:1) | Северсталь | УКРК «Арена 2000» Зрителей: 8911 |

| Отчёт                                                 | Отчёт             | Отчёт                                                                                       | Отчёт       | Отчёт                                 |
| ----------------------------------------------------- | ----------------- | ------------------------------------------------------------------------------------------- | ----------- | ------------------------------------- |
|                                                       |                   |                                                                                             |             |                                       |
|                                                       | К. Сэнфорд        | Вратари                                                                                     | В. Кошечкин | Судьи: Павел Комаров Вячеслав Буланов |
|                                                       | Голы:             |                                                                                             |             | Судьи: Павел Комаров Вячеслав Буланов |
| А. Калюжный (С. Крунвалль, А. Гуськов) (бол.) — 01:26 | 1 — 0 1 — 1 1 — 2 | 26:22 — Г. Столяров (С. Егоршев, В. Шипачёв) 54:20 — В. Шипачёв (Б. Киселевич, Г. Столяров) |             | Судьи: Павел Комаров Вячеслав Буланов |
|                                                       |                   |                                                                                             |             | Судьи: Павел Комаров Вячеслав Буланов |
|                                                       |                   |                                                                                             |             | Судьи: Павел Комаров Вячеслав Буланов |
|                                                       |                   |                                                                                             |             | Судьи: Павел Комаров Вячеслав Буланов |
| 12 мин                                                | Штраф             | 51 мин                                                                                      |             | Судьи: Павел Комаров Вячеслав Буланов |
|                                                       |                   |                                                                                             |             |                                       |
|                                                       | 32                | Броски                                                                                      | 32          |                                       |

| 21 февраля 19:00 | Локомотив | 2 : 1 (1−0, 0−1, 1−0) | Северсталь | УКРК «Арена 2000» Зрителей: 8989 |

| Отчёт                                                                                                | Отчёт             | Отчёт                                              | Отчёт       | Отчёт                                    |
| --- | ----------------- | -------------------------------------------------- | ----------- | ---------------------------------------- |
| |                   |                                                    |             |                                          |
| | К. Сэнфорд        | Вратари                                            | В. Кошечкин | Судьи: Вячеслав Буланов Алексей Анисимов |
| | Голы:             |                                                    |             | Судьи: Вячеслав Буланов Алексей Анисимов |
| Д. Апальков (Э. Галимов, С. Плотников) — 12:02 С. Кронвалль (А. Калюжный, А. Гуськов) (бол.) — 41:01 | 1 — 0 1 — 1 2 — 1 | 38:41 — А. Рязанцев (М. Анисин, Л. Виделль) (бол.) |             | Судьи: Вячеслав Буланов Алексей Анисимов |
| |                   |                                                    |             | Судьи: Вячеслав Буланов Алексей Анисимов |
| |                   |                                                    |             | Судьи: Вячеслав Буланов Алексей Анисимов |
| |                   |                                                    |             | Судьи: Вячеслав Буланов Алексей Анисимов |
| 8 мин                                                                                                | Штраф             | 20 мин                                             |             | Судьи: Вячеслав Буланов Алексей Анисимов |
| |                   |                                                    |             |                                          |
| | 27                | Броски                                             | 34          |                                          |

| 24 февраля 17:00 | Северсталь | 3 : 2 (0−1, 1−1, 2−0) | Локомотив | Ледовый дворец Зрителей: 5666 |

| Отчёт | Отчёт                         | Отчёт                                                              | Отчёт      | Отчёт                               |
| --- | ----------------------------- | ------------------------------------------------------------------ | ---------- | ----------------------------------- |
| |                               |                                                                    |            |                                     |
| | В. Кошечкин                   | Вратари                                                            | К. Сэнфорд | Судьи: Сергей Гусев Рафаэль Кадыров |
| | Голы:                         |                                                                    |            | Судьи: Сергей Гусев Рафаэль Кадыров |
| М. Анисин (А. Медведев) — 24:25 С. Егоршев (Г. Столяров, М. Анисин) — 50:38 Н. Алексеев (Т. Лааксо, Н. Бергфорс) — 59:27 | 0 — 1 1 — 1 1 — 2 2 — 2 3 — 2 | 10:32 — С. Кронвалль (С. Диксон) 32:22 — С. Плотников (Э. Галимов) |            | Судьи: Сергей Гусев Рафаэль Кадыров |
| |                               |                                                                    |            | Судьи: Сергей Гусев Рафаэль Кадыров |
| |                               |                                                                    |            | Судьи: Сергей Гусев Рафаэль Кадыров |
| |                               |                                                                    |            | Судьи: Сергей Гусев Рафаэль Кадыров |
| 2 мин | Штраф                         | 4 мин                                                              |            | Судьи: Сергей Гусев Рафаэль Кадыров |
| |                               |                                                                    |            |                                     |
| | 41                            | Броски                                                             | 23         |                                     |

| 25 февраля 19:30 | Северсталь | 3 : 2 (3 OT) (1−2, 1−0, 0−0, 0−0, 0−0, 1−0) | Локомотив | Ледовый дворец Зрителей: 5600 |

| Отчёт | Отчёт                         | Отчёт                                                                      | Отчёт      | Отчёт                               |
| --- | ----------------------------- | -------------------------------------------------------------------------- | ---------- | ----------------------------------- |
| |                               |                                                                            |            |                                     |
| | В. Кошечкин                   | Вратари                                                                    | К. Сэнфорд | Судьи: Сергей Гусев Рафаэль Кадыров |
| | Голы:                         |                                                                            |            | Судьи: Сергей Гусев Рафаэль Кадыров |
| А. Медведев (Е. Кетов, П. Часлава) — 13:42 М. Анисин — 29:34 Д. Казионов (А. Медведев, Е. Кетов) — 118:48 | 1 — 0 1 — 1 1 — 2 2 — 2 3 — 2 | 15:27 — А. Черников 18:55 — А. Гуськов (С. Кронвалль, С. Плотников) (бол.) |            | Судьи: Сергей Гусев Рафаэль Кадыров |
| |                               |                                                                            |            | Судьи: Сергей Гусев Рафаэль Кадыров |
| |                               |                                                                            |            | Судьи: Сергей Гусев Рафаэль Кадыров |
| |                               |                                                                            |            | Судьи: Сергей Гусев Рафаэль Кадыров |
| 20 мин | Штраф                         | 18 мин                                                                     |            | Судьи: Сергей Гусев Рафаэль Кадыров |
| |                               |                                                                            |            |                                     |
| | 83                            | Броски                                                                     | 50         |                                     |

| 28 февраля 19:00 | Локомотив | 3 : 2 (0−0, 2−1, 1−1) | Северсталь | УКРК «Арена 2000» Зрителей: 9007 |

| Отчёт | Отчёт                         | Отчёт                                                                                            | Отчёт       | Отчёт                                 |
| --- | ----------------------------- | ------------------------------------------------------------------------------------------------ | ----------- | ------------------------------------- |
| |                               |                                                                                                  |             |                                       |
| | К. Сэнфорд                    | Вратари                                                                                          | В. Кошечкин | Судьи: Сергей Кулаков Алексей Раводин |
| | Голы:                         |                                                                                                  |             | Судьи: Сергей Кулаков Алексей Раводин |
| М. Редлихс (Ю. Петров, М. Семёнов) — 22:14 А. Калюжный (С. Диксон, С. Кронвалль) (бол.) — 32:52 С. Кронвалль (С. Диксон, А. Калюжный) (бол.) — 57:34 | 1 — 0 1 — 1 2 — 1 2 — 2 3 — 2 | 29:24 — М. Анисин (В. Бердников, Г. Столяров) 54:51 — М. Анисин (П. Часлава, Г. Столяров) (бол.) |             | Судьи: Сергей Кулаков Алексей Раводин |
| |                               |                                                                                                  |             | Судьи: Сергей Кулаков Алексей Раводин |
| |                               |                                                                                                  |             | Судьи: Сергей Кулаков Алексей Раводин |
| |                               |                                                                                                  |             | Судьи: Сергей Кулаков Алексей Раводин |
| 8 мин | Штраф                         | 14 мин                                                                                           |             | Судьи: Сергей Кулаков Алексей Раводин |
| |                               |                                                                                                  |             |                                       |
| | 35                            | Броски                                                                                           | 27          |                                       |

| 2 марта 17:00 | Северсталь | 3 : 1 (1−0, 0−1, 2−0) | Локомотив | Ледовый дворец Зрителей: 5686 |

| Отчёт                                                                                   | Отчёт                   | Отчёт                                               | Отчёт      | Отчёт                                  |
| --------------------------------------------------------------------------------------- | ----------------------- | --------------------------------------------------- | ---------- | -------------------------------------- |
|                                                                                         |                         |                                                     |            |                                        |
|                                                                                         | В. Кошечкин             | Вратари                                             | К. Сэнфорд | Судьи: Константин Оленин Юрий Цыплаков |
|                                                                                         | Голы:                   |                                                     |            | Судьи: Константин Оленин Юрий Цыплаков |
| А. Федосеев (П. Дедунов) — 08:32 Е. Кетов (бул.) — 48:34 Е. Кетов (Д. Казионов) — 49:36 | 1 — 0 1 — 1 2 — 1 3 — 1 | 29:20 — А. Гуськов (С. Кронвалль, С. Диксон) (бол.) |            | Судьи: Константин Оленин Юрий Цыплаков |
|                                                                                         |                         |                                                     |            | Судьи: Константин Оленин Юрий Цыплаков |
|                                                                                         |                         |                                                     |            | Судьи: Константин Оленин Юрий Цыплаков |
|                                                                                         |                         |                                                     |            | Судьи: Константин Оленин Юрий Цыплаков |
| 10 мин                                                                                  | Штраф                   | 8 мин                                               |            | Судьи: Константин Оленин Юрий Цыплаков |
|                                                                                         |                         |                                                     |            |                                        |
|                                                                                         | 33                      | Броски                                              | 25         |                                        |

### Полуфиналы конференций

#### Восток
| 8 марта 17:00 | Ак Барс | 2 : 3 (0−0, 1−1, 1−2) | Салават Юлаев | Татнефть Арена Зрителей: 7010 |

| Отчёт                                                                                    | Отчёт                         | Отчёт | Отчёт     | Отчёт                                    |
| ---------------------------------------------------------------------------------------- | ----------------------------- | --- | --------- | ---------------------------------------- |
|                                                                                          |                               | |           |                                          |
|                                                                                          | К. Барулин                    | Вратари | И. Таркки | Судьи: Александр Сергеев Алексей Раводин |
|                                                                                          | Голы:                         | |           | Судьи: Александр Сергеев Алексей Раводин |
| Д. Обухов (Я. Песонен, С. Захарчук) — 29:38 Я. Песонен (Я. Иммонен, С. Захарчук) — 47:19 | 1 — 0 1 — 1 2 — 1 2 — 2 2 — 3 | 34:21 — А. Пильстрём (К. Кольцов) (бол.) 47:57 — А. Пильстрём (К. Кольцов, В. Атюшов) (бол.) 53:52 — Н. Филатов (А. Зубарев) |           | Судьи: Александр Сергеев Алексей Раводин |
|                                                                                          |                               | |           | Судьи: Александр Сергеев Алексей Раводин |
|                                                                                          |                               | |           | Судьи: Александр Сергеев Алексей Раводин |
|                                                                                          |                               | |           | Судьи: Александр Сергеев Алексей Раводин |
| 8 мин                                                                                    | Штраф                         | 0 мин |           | Судьи: Александр Сергеев Алексей Раводин |
|                                                                                          |                               | |           |                                          |
|                                                                                          | 25                            | Броски | 29        |                                          |

| 9 марта 17:00 | Ак Барс | 0 : 2 (0−1, 0−0, 0−1) | Салават Юлаев | Татнефть Арена Зрителей: 7600 |

| Отчёт | Отчёт       | Отчёт                                                           | Отчёт     | Отчёт                                   |
| ----- | ----------- | --------------------------------------------------------------- | --------- | --------------------------------------- |
|       |             |                                                                 |           |                                         |
|       | К. Барулин  | Вратари                                                         | И. Таркки | Судьи: Виктор Гашилов Константин Оленин |
|       | Голы:       |                                                                 |           | Судьи: Виктор Гашилов Константин Оленин |
|       | 0 — 1 0 — 2 | 16:54 — Ш. Ружичка (М. Блатяк) 59:37 — С. Зиновьев (И. Мусатов) |           | Судьи: Виктор Гашилов Константин Оленин |
|       |             |                                                                 |           | Судьи: Виктор Гашилов Константин Оленин |
|       |             |                                                                 |           | Судьи: Виктор Гашилов Константин Оленин |
|       |             |                                                                 |           | Судьи: Виктор Гашилов Константин Оленин |
| 4 мин | Штраф       | 10 мин                                                          |           | Судьи: Виктор Гашилов Константин Оленин |
|       |             |                                                                 |           |                                         |
|       | 37          | Броски                                                          | 25        |                                         |

| 12 марта 17:00 | Салават Юлаев | 0 : 3 (0−0, 0−2, 0−1) | Ак Барс | Уфа-Арена Зрителей: 7950 |

| Отчёт | Отчёт             | Отчёт | Отчёт      | Отчёт                                |
| ----- | ----------------- | --- | ---------- | ------------------------------------ |
|       |                   | |            |                                      |
|       | И. Таркки         | Вратари | К. Барулин | Судьи: Сергей Гусев Анатолий Захаров |
|       | Голы:             | |            | Судьи: Сергей Гусев Анатолий Захаров |
|       | 0 — 1 0 — 2 0 — 3 | 37:08 — Я. Иммонен (Я. Песонен, Д. Обухов) 38:25 — Д. Голубев (Е. Бодров, Н. Жердев) 59:54 — К. Петров (А. Терещенко, К. Барулин) |            | Судьи: Сергей Гусев Анатолий Захаров |
|       |                   | |            | Судьи: Сергей Гусев Анатолий Захаров |
|       |                   | |            | Судьи: Сергей Гусев Анатолий Захаров |
|       |                   | |            | Судьи: Сергей Гусев Анатолий Захаров |
| 6 мин | Штраф             | 12 мин |            | Судьи: Сергей Гусев Анатолий Захаров |
|       |                   | |            |                                      |
|       | 28                | Броски | 38         |                                      |

| 13 марта 17:00 | Салават Юлаев | 3 : 5 (1−1, 2−2, 0−2) | Ак Барс | Уфа-Арена Зрителей: 7950 |

| Отчёт | Отчёт                                           | Отчёт | Отчёт      | Отчёт                                   |
| --- | ----------------------------------------------- | --- | ---------- | --------------------------------------- |
| |                                                 | |            |                                         |
| | И. Таркки                                       | Вратари | К. Барулин | Судьи: Константин Оленин Сергей Кулаков |
| | Голы:                                           | |            | Судьи: Константин Оленин Сергей Кулаков |
| Ш. Ружичка (Н. Филатов) (бол.) — 06:54 А. Пильстрём (В. Атюшов, К. Кольцов) — 22:10 В. Атюшов (И. Мирнов, А. Кайгородов) (бол.) — 37:14 | 1 — 0 1 — 1 2 — 1 2 — 2 2 — 3 3 — 3 3 — 4 3 — 5 | 09:58 — Д. Обухов (Я. Песонен, Я. Иммонен) 32:13 — Н. Капанен (Д. Куляш) 34:29 — Н. Капанен (И. Никулин, А. Морозов) (бол.) 41:49 — К. Петров (А. Лукоянов) 50:14 — Н. Капанен (И. Никулин, А. Морозов) (бол.) |            | Судьи: Константин Оленин Сергей Кулаков |
| |                                                 | |            | Судьи: Константин Оленин Сергей Кулаков |
| |                                                 | |            | Судьи: Константин Оленин Сергей Кулаков |
| |                                                 | |            | Судьи: Константин Оленин Сергей Кулаков |
| 20 мин | Штраф                                           | 14 мин |            | Судьи: Константин Оленин Сергей Кулаков |
| |                                                 | |            |                                         |
| | 29                                              | Броски | 26         |                                         |

| 16 марта 17:15 | Ак Барс | 4 : 3 (OT) (1−1, 1−0, 1−2, 1−0) | Салават Юлаев | Татнефть Арена Зрителей: 8123 |

| Отчёт | Отчёт                                     | Отчёт                                                                                                 | Отчёт     | Отчёт                                   |
| --- | ----------------------------------------- | --- | --------- | --------------------------------------- |
| |                                           | |           |                                         |
| | К. Барулин                                | Вратари                                                                                               | И. Таркки | Судьи: Вячеслав Буланов Алексей Раводин |
| | Голы:                                     | |           | Судьи: Вячеслав Буланов Алексей Раводин |
| Я. Иммонен (Я. Песонен, Д. Обухов) — 12:19 И. Никулин (А. Морозов, К. Корнеев) (бол.) — 37:48 И. Никулин (бул.) — 47:06 А. Морозов (Д. Зарипов) (бол.) — 69:45 | 1 — 0 1 — 1 2 — 1 2 — 2 3 — 2 3 — 3 4 — 3 | 17:54 — А. Свитов (Ю. Трубачёв) 40:12 — И. Мусатов 55:38 — Ш. Ружичка (С. Зиновьев, М. Блатяк) (бул.) |           | Судьи: Вячеслав Буланов Алексей Раводин |
| |                                           | |           | Судьи: Вячеслав Буланов Алексей Раводин |
| |                                           | |           | Судьи: Вячеслав Буланов Алексей Раводин |
| |                                           | |           | Судьи: Вячеслав Буланов Алексей Раводин |
| 20 мин | Штраф                                     | 8 мин                                                                                                 |           | Судьи: Вячеслав Буланов Алексей Раводин |
| |                                           | |           |                                         |
| | 31                                        | Броски                                                                                                | 44        |                                         |

| 18 марта 17:00 | Салават Юлаев | 4 : 3 (2OT) (1−0, 1−2, 1−1, 0−0, 1−0) | Ак Барс | Уфа-Арена Зрителей: 7925 |

| Отчёт | Отчёт                                     | Отчёт | Отчёт      | Отчёт                        |
| --- | ----------------------------------------- | --- | ---------- | ---------------------------- |
| |                                           | |            |                              |
| | И. Таркки                                 | Вратари | К. Барулин | Судьи: Роман Гофман Юри Рённ |
| | Голы:                                     | |            | Судьи: Роман Гофман Юри Рённ |
| А. Свитов (В. Прошкин) — 05:17 А. Степанов (А. Свитов) — 25:02 А. Степанов (И. Мусатов) — 43:09 Б. Сопел (Ш. Ружичка, С. Зиновьев) — 95:50 | 1 — 0 2 — 0 2 — 1 2 — 2 3 — 2 3 — 3 4 — 3 | 30:46 — К. Петров (А. Терещенко) 34:47 — Я. Иммонен (Я. Песонен, Д. Обухов) 54:19 — Д. Обухов (Я. Песонен) |            | Судьи: Роман Гофман Юри Рённ |
| |                                           | |            | Судьи: Роман Гофман Юри Рённ |
| |                                           | |            | Судьи: Роман Гофман Юри Рённ |
| |                                           | |            | Судьи: Роман Гофман Юри Рённ |
| 6 мин | Штраф                                     | 16 мин |            | Судьи: Роман Гофман Юри Рённ |
| |                                           | |            |                              |
| | 56                                        | Броски | 47         |                              |

| 20 марта 19:00 | Ак Барс | 4 : 3 (0−1, 3−2, 1−0) | Салават Юлаев | Татнефть Арена Зрителей: 8023 |

| Отчёт | Отчёт                                     | Отчёт | Отчёт     | Отчёт                                 |
| --- | ----------------------------------------- | --- | --------- | ------------------------------------- |
| |                                           | |           |                                       |
| | К. Барулин                                | Вратари | И. Таркки | Судьи: Алексей Анисимов Эдуард Одиньш |
| | Голы:                                     | |           | Судьи: Алексей Анисимов Эдуард Одиньш |
| Д. Зарипов (А. Морозов, И. Никулин) (бол.) — 21:53 К. Петров (Д. Зарипов, Е. Медведев) — 24:49 Н. Жердев (С. Захарчук) — 33:25 А. Терещенко (А. Лукоянов) — 42:09 | 0 — 1 1 — 1 1 — 2 2 — 2 2 — 3 3 — 3 4 — 3 | 13:51 — Б. Сопел (И. Мирнов, А. Кайгородов) 22:57 — Ю. Трубачёв (В. Атюшов) 29:32 — И. Мирнов (С. Зиновьев, К. Кольцов) (бол.) |           | Судьи: Алексей Анисимов Эдуард Одиньш |
| |                                           | |           | Судьи: Алексей Анисимов Эдуард Одиньш |
| |                                           | |           | Судьи: Алексей Анисимов Эдуард Одиньш |
| |                                           | |           | Судьи: Алексей Анисимов Эдуард Одиньш |
| 4 мин | Штраф                                     | 6 мин |           | Судьи: Алексей Анисимов Эдуард Одиньш |
| |                                           | |           |                                       |
| | 36                                        | Броски | 30        |                                       |

| 8 марта 14:00 | Авангард | 0 : 5 (0−2, 0−0, 0−3) | Трактор | Арена Омск Зрителей: 8370 |

| Отчёт  | Отчёт                         | Отчёт | Отчёт      | Отчёт                               |
| ------ | ----------------------------- | --- | ---------- | ----------------------------------- |
|        |                               | |            |                                     |
|        | К. Рамо                       | Вратари | М. Гарнетт | Судьи: Алексей Белов Сергей Кулаков |
|        | Голы:                         | |            | Судьи: Алексей Белов Сергей Кулаков |
|        | 0 — 1 0 — 2 0 — 3 0 — 4 0 — 5 | 04:18 — П. Контиола (В. Белов, К. Панов) (бол.) 08:28 — В. Ничушкин (М. Карпов, Е. Дугин) 49:36 — А. Попов (А. Костицын, В. Антипов) 50:19 — Е. Кузнецов (Д. Куинт, Д. Рябыкин) (бол.) 58:00 — П. Контиола (А. Костицын, М. Якуценя) (бол.) |            | Судьи: Алексей Белов Сергей Кулаков |
|        |                               | |            | Судьи: Алексей Белов Сергей Кулаков |
|        |                               | |            | Судьи: Алексей Белов Сергей Кулаков |
|        |                               | |            | Судьи: Алексей Белов Сергей Кулаков |
| 10 мин | Штраф                         | 2 мин |            | Судьи: Алексей Белов Сергей Кулаков |
|        |                               | |            |                                     |
|        | 33                            | Броски | 33         |                                     |

| 9 марта 14:00 | Авангард | 0 : 3 (0−1, 0−0, 0−2) | Трактор | Арена Омск Зрителей: 8120 |

| Отчёт | Отчёт             | Отчёт                                                                  | Отчёт      | Отчёт                            |
| ----- | ----------------- | ---------------------------------------------------------------------- | ---------- | -------------------------------- |
|       |                   |                                                                        |            |                                  |
|       | К. Рамо           | Вратари                                                                | М. Гарнетт | Судьи: Юри Рённ Алексей Анисимов |
|       | Голы:             |                                                                        |            | Судьи: Юри Рённ Алексей Анисимов |
|       | 0 — 1 0 — 2 0 — 3 | 03:11 — В. Ничушкин 52:54 — В. Ничушкин (Е. Дугин) 54:16 — П. Контиола |            | Судьи: Юри Рённ Алексей Анисимов |
|       |                   |                                                                        |            | Судьи: Юри Рённ Алексей Анисимов |
|       |                   |                                                                        |            | Судьи: Юри Рённ Алексей Анисимов |
|       |                   |                                                                        |            | Судьи: Юри Рённ Алексей Анисимов |
| 8 мин | Штраф             | 18 мин                                                                 |            | Судьи: Юри Рённ Алексей Анисимов |
|       |                   |                                                                        |            |                                  |
|       | 21                | Броски                                                                 | 20         |                                  |

| 12 марта 17:00 | Трактор | 3 : 0 (1−0, 0−0, 2−0) | Авангард | Ледовая арена «Трактор» Зрителей: 7200 |

| Отчёт | Отчёт             | Отчёт   | Отчёт   | Отчёт                                  |
| --- | ----------------- | ------- | ------- | -------------------------------------- |
| |                   |         |         |                                        |
| | М. Гарнетт        | Вратари | К. Рамо | Судьи: Вячеслав Буланов Виктор Гашилов |
| | Голы:             |         |         | Судьи: Вячеслав Буланов Виктор Гашилов |
| А. Васильченко (М. Якуценя) — 01:35 М. Якуценя (К. Панов) — 45:20 А. Попов (А. Костицын, В. Антипов) — 46:27 | 1 — 0 2 — 0 3 — 0 |         |         | Судьи: Вячеслав Буланов Виктор Гашилов |
| |                   |         |         | Судьи: Вячеслав Буланов Виктор Гашилов |
| |                   |         |         | Судьи: Вячеслав Буланов Виктор Гашилов |
| |                   |         |         | Судьи: Вячеслав Буланов Виктор Гашилов |
| 8 мин | Штраф             | 10 мин  |         | Судьи: Вячеслав Буланов Виктор Гашилов |
| |                   |         |         |                                        |
| | 20                | Броски  | 24      |                                        |

| 13 марта 17:00 | Трактор | 1 : 3 (0−0, 0−2, 1−1) | Авангард | Ледовая арена «Трактор» Зрителей: 7500 |

| Отчёт                                              | Отчёт                   | Отчёт                                                                        | Отчёт   | Отчёт                                   |
| -------------------------------------------------- | ----------------------- | ---------------------------------------------------------------------------- | ------- | --------------------------------------- |
|                                                    |                         |                                                                              |         |                                         |
|                                                    | М. Гарнетт              | Вратари                                                                      | К. Рамо | Судьи: Алексей Раводин Сергей Карабанов |
|                                                    | Голы:                   |                                                                              |         | Судьи: Алексей Раводин Сергей Карабанов |
| С. Чистов (Е. Кузнецов, Д. Рябыкин) (бол.) — 51:29 | 0 — 1 0 — 2 1 — 2 1 — 3 | 23:37 — С. Калинин (А. Салмела) 26:26 — Д. Сёмин (бул.) 58:52 — Т. Заборский |         | Судьи: Алексей Раводин Сергей Карабанов |
|                                                    |                         |                                                                              |         | Судьи: Алексей Раводин Сергей Карабанов |
|                                                    |                         |                                                                              |         | Судьи: Алексей Раводин Сергей Карабанов |
|                                                    |                         |                                                                              |         | Судьи: Алексей Раводин Сергей Карабанов |
| 6 мин                                              | Штраф                   | 10 мин                                                                       |         | Судьи: Алексей Раводин Сергей Карабанов |
|                                                    |                         |                                                                              |         |                                         |
|                                                    | 15                      | Броски                                                                       | 30      |                                         |

| 16 марта 14:00 | Авангард | 0 : 4 (0−0, 0−3, 0−1) | Трактор | Арена Омск Зрителей: 8273 |

| Отчёт | Отчёт                   | Отчёт | Отчёт      | Отчёт                                |
| ----- | ----------------------- | --- | ---------- | ------------------------------------ |
|       |                         | |            |                                      |
|       | К. Рамо                 | Вратари | М. Гарнетт | Судьи: Рафаэль Кадыров Эдуард Одиньш |
|       | Голы:                   | |            | Судьи: Рафаэль Кадыров Эдуард Одиньш |
|       | 0 — 1 0 — 2 0 — 3 0 — 4 | 24:42 — М. Карпов (Е. Дугин, С. Чистов) 35:34 — Ян Булис (С. Чистов, В. Белов) (бол.) 37:49 — М. Якуценя (П. Контиола, В. Белов) (бол.) 58:36 — Е. Кузнецов (Ян Булис) |            | Судьи: Рафаэль Кадыров Эдуард Одиньш |
|       |                         | |            | Судьи: Рафаэль Кадыров Эдуард Одиньш |
|       |                         | |            | Судьи: Рафаэль Кадыров Эдуард Одиньш |
|       |                         | |            | Судьи: Рафаэль Кадыров Эдуард Одиньш |
| 4 мин | Штраф                   | 8 мин |            | Судьи: Рафаэль Кадыров Эдуард Одиньш |
|       |                         | |            |                                      |
|       | 33                      | Броски | 26         |                                      |

#### Запад
| 7 марта 19:30 | СКА | 7 : 4 (2−1, 2−3, 3−0) | Северсталь | СКК «Ледовый дворец» Зрителей: 12 500 |

| Отчёт | Отчёт                                                             | Отчёт | Отчёт       | Отчёт                             |
| --- | ----------------------------------------------------------------- | --- | ----------- | --------------------------------- |
| |                                                                   | |             |                                   |
| | И. Ежов, И. Касутин                                               | Вратари | В. Кошечкин | Судьи: Роман Гофман Эдуард Одиньш |
| | Голы:                                                             | |             | Судьи: Роман Гофман Эдуард Одиньш |
| М. Варнаков (К. Даллмэн) (бол.) — 07:21 В. Тихонов (Т. Мортенссон, П. Торесен) — 19:34 П. Торесен (Д. Калинин, К. Даллмэн) (бол.) — 25:48 Т. Мортенссон (П. Торесен, К. Даллмэн) — 35:49 В. Тихонов (Т. Мортенссон, А. Семёнов) — 53:12 М. Афиногенов (Е. Артюхин) — 58:30 В. Тихонов (Т. Мортенссон) — 59:11 | 1 — 0 1 — 1 2 — 1 3 — 1 3 — 2 3 — 3 3 — 4 4 — 4 5 — 4 6 — 4 7 — 4 | 19:12 — Н. Алексеев (Л. Виделль) 26:52 — М. Анисин (Н. Бергфорс, В. Бердников) 28:26 — Е. Кетов (Г. Столяров, В. Шипачёв) 30:18 — Е. Кетов (Б. Киселевич, В. Шипачёв) (бол.) |             | Судьи: Роман Гофман Эдуард Одиньш |
| |                                                                   | |             | Судьи: Роман Гофман Эдуард Одиньш |
| |                                                                   | |             | Судьи: Роман Гофман Эдуард Одиньш |
| |                                                                   | |             | Судьи: Роман Гофман Эдуард Одиньш |
| 6 мин | Штраф                                                             | 27 мин |             | Судьи: Роман Гофман Эдуард Одиньш |
| |                                                                   | |             |                                   |
| | 40                                                                | Броски | 26          |                                   |

| 8 марта 17:00 | СКА | 4 : 1 (1−0, 2−0, 1−1) | Северсталь | СКК «Ледовый дворец» Зрителей: 12 500 |

| Отчёт | Отчёт                         | Отчёт                                      | Отчёт       | Отчёт                               |
| --- | ----------------------------- | ------------------------------------------ | ----------- | ----------------------------------- |
| |                               |                                            |             |                                     |
| | И. Ежов                       | Вратари                                    | В. Кошечкин | Судьи: Сергей Гусев Рафаэль Кадыров |
| | Голы:                         |                                            |             | Судьи: Сергей Гусев Рафаэль Кадыров |
| В. Тихонов (К. Даллмэн, П. Торесен) (бол.) — 18:32 Т. Рамстедт (Ю. Александров) — 27:51 В. Тихонов (А. Бурдасов) — 30:04 А. Кучерявенко (Е. Артюхин) — 48:05 | 1 — 0 2 — 0 3 — 0 3 — 1 4 — 1 | 46:19 — А. Рязанцев (Е. Кетов, В. Шипачёв) |             | Судьи: Сергей Гусев Рафаэль Кадыров |
| |                               |                                            |             | Судьи: Сергей Гусев Рафаэль Кадыров |
| |                               |                                            |             | Судьи: Сергей Гусев Рафаэль Кадыров |
| |                               |                                            |             | Судьи: Сергей Гусев Рафаэль Кадыров |
| 22 мин | Штраф                         | 6 мин                                      |             | Судьи: Сергей Гусев Рафаэль Кадыров |
| |                               |                                            |             |                                     |
| | 35                            | Броски                                     | 44          |                                     |

| 11 марта 19:00 | Северсталь | 0 : 4 (0−3, 0−1, 0−0) | СКА | Ледовый дворец Зрителей: 5584 |

| Отчёт | Отчёт                   | Отчёт | Отчёт   | Отчёт                               |
| ----- | ----------------------- | --- | ------- | ----------------------------------- |
|       |                         | |         |                                     |
|       | В. Кошечкин             | Вратари | И. Ежов | Судьи: Сергей Кулаков Алексей Белов |
|       | Голы:                   | |         | Судьи: Сергей Кулаков Алексей Белов |
|       | 0 — 1 0 — 2 0 — 3 0 — 4 | 07:53 — Т. Рамстедт (А. Панарин) 09:05 — М. Варнаков (Ю. Александров) 12:18 — А. Бурдасов (Д. Калинин, М. Афиногенов) 31:07 — И. Непряев (А. Кучерявенко, Д. Калинин) |         | Судьи: Сергей Кулаков Алексей Белов |
|       |                         | |         | Судьи: Сергей Кулаков Алексей Белов |
|       |                         | |         | Судьи: Сергей Кулаков Алексей Белов |
|       |                         | |         | Судьи: Сергей Кулаков Алексей Белов |
| 8 мин | Штраф                   | 10 мин |         | Судьи: Сергей Кулаков Алексей Белов |
|       |                         | |         |                                     |
|       | 32                      | Броски | 43      |                                     |

| 12 марта 19:30 | Северсталь | 2 : 4 (1−1, 1−3, 0−0) | СКА | Ледовый дворец Зрителей: 5400 |

| Отчёт                                                                   | Отчёт                               | Отчёт | Отчёт      | Отчёт                                 |
| ----------------------------------------------------------------------- | ----------------------------------- | --- | ---------- | ------------------------------------- |
|                                                                         |                                     | |            |                                       |
|                                                                         | В. Кошечкин                         | Вратари | И. Касутин | Судьи: Алексей Анисимов Алексей Белов |
|                                                                         | Голы:                               | |            | Судьи: Алексей Анисимов Алексей Белов |
| Д. Казионов (В. Шипачёв) (бол.) — 17:17 М. Анисин (Г. Столяров) — 21:39 | 0 — 1 1 — 1 2 — 1 2 — 2 2 — 3 2 — 4 | 09:18 — Д. Калинин (К. Даллмэн, В. Тихонов) (бол.) 24:13 — Ю. Александров (А. Панарин, А. Кучерявенко) 31:18 — А. Кучерявенко (М. Афиногенов, Д. Калинин) 35:59 — Е. Артюхин (А. Кучерявенко) |            | Судьи: Алексей Анисимов Алексей Белов |
|                                                                         |                                     | |            | Судьи: Алексей Анисимов Алексей Белов |
|                                                                         |                                     | |            | Судьи: Алексей Анисимов Алексей Белов |
|                                                                         |                                     | |            | Судьи: Алексей Анисимов Алексей Белов |
| 45 мин                                                                  | Штраф                               | 26 мин |            | Судьи: Алексей Анисимов Алексей Белов |
|                                                                         |                                     | |            |                                       |
|                                                                         | 36                                  | Броски | 32         |                                       |

| 7 марта 19:30 | ЦСКА | 0 : 3 (0−3, 0−0, 0−0) | Динамо Мск | Ледовый спортивный комплекс ЦСКА имени В. М. Боброва Зрителей: 5500 |

| Отчёт | Отчёт                    | Отчёт                                                                                         | Отчёт       | Отчёт                             |
| ----- | ------------------------ | --------------------------------------------------------------------------------------------- | ----------- | --------------------------------- |
|       |                          |                                                                                               |             |                                   |
|       | И. Проскуряков, Р. Станя | Вратари                                                                                       | А. Ерёменко | Судьи: Юри Рённ Константин Оленин |
|       | Голы:                    |                                                                                               |             | Судьи: Юри Рённ Константин Оленин |
|       | 0 — 1 0 — 2 0 — 3        | 10:48 — А. Сопин (К. Касянчук) 12:50 — С. Коньков (С. Соин, М. Соловьёв) 16:21 — К. Горовиков |             | Судьи: Юри Рённ Константин Оленин |
|       |                          |                                                                                               |             | Судьи: Юри Рённ Константин Оленин |
|       |                          |                                                                                               |             | Судьи: Юри Рённ Константин Оленин |
|       |                          |                                                                                               |             | Судьи: Юри Рённ Константин Оленин |
| 8 мин | Штраф                    | 10 мин                                                                                        |             | Судьи: Юри Рённ Константин Оленин |
|       |                          |                                                                                               |             |                                   |
|       | 21                       | Броски                                                                                        | 22          |                                   |

| 8 марта 17:00 | ЦСКА | 2 : 1 (1−1, 1−0, 0−0) | Динамо Мск | Ледовый спортивный комплекс ЦСКА имени В. М. Боброва Зрителей: 5500 |

| Отчёт                                                                                         | Отчёт             | Отчёт                              | Отчёт       | Отчёт                                    |
| --------------------------------------------------------------------------------------------- | ----------------- | ---------------------------------- | ----------- | ---------------------------------------- |
|                                                                                               |                   |                                    |             |                                          |
|                                                                                               | Р. Станя          | Вратари                            | А. Ерёменко | Судьи: Вячеслав Буланов Анатолий Захаров |
|                                                                                               | Голы:             |                                    |             | Судьи: Вячеслав Буланов Анатолий Захаров |
| И. Григоренко (О. Кваша, С. Широков) — 14:31 Д. Кугрышев (Ш. Моррисонн, Н. Прохоркин) — 25:19 | 1 — 0 1 — 1 2 — 1 | 18:54 — А. Миронов (Я. Петружалек) |             | Судьи: Вячеслав Буланов Анатолий Захаров |
|                                                                                               |                   |                                    |             | Судьи: Вячеслав Буланов Анатолий Захаров |
|                                                                                               |                   |                                    |             | Судьи: Вячеслав Буланов Анатолий Захаров |
|                                                                                               |                   |                                    |             | Судьи: Вячеслав Буланов Анатолий Захаров |
| 4 мин                                                                                         | Штраф             | 8 мин                              |             | Судьи: Вячеслав Буланов Анатолий Захаров |
|                                                                                               |                   |                                    |             |                                          |
|                                                                                               | 21                | Броски                             | 27          |                                          |

| 11 марта 19:30 | Динамо Мск | 3 : 2 (OT) (1−2, 0−0, 1−0, 1−0) | ЦСКА | МСА «Лужники» Зрителей: 7448 |

| Отчёт | Отчёт                         | Отчёт                                                                                  | Отчёт    | Отчёт                                |
| --- | ----------------------------- | -------------------------------------------------------------------------------------- | -------- | ------------------------------------ |
| |                               |                                                                                        |          |                                      |
| | А. Ерёменко                   | Вратари                                                                                | Р. Станя | Судьи: Рафаэль Кадыров Эдуард Одиньш |
| | Голы:                         |                                                                                        |          | Судьи: Рафаэль Кадыров Эдуард Одиньш |
| Р. Дерлюк (К. Горовиков) — 01:41 Я. Яласваара (М. Квапил, Д. Мосалёв) — 43:00 К. Горовиков (К. Касянчук) — 71:30 | 1 — 0 1 — 1 1 — 2 2 — 2 3 — 2 | 12:12 — Н. Прохоркин (Д. Кугрышев, И. Зубов) 18:11 — О. Кваша (А. Радулов, И. Радулов) |          | Судьи: Рафаэль Кадыров Эдуард Одиньш |
| |                               |                                                                                        |          | Судьи: Рафаэль Кадыров Эдуард Одиньш |
| |                               |                                                                                        |          | Судьи: Рафаэль Кадыров Эдуард Одиньш |
| |                               |                                                                                        |          | Судьи: Рафаэль Кадыров Эдуард Одиньш |
| 2 мин | Штраф                         | 8 мин                                                                                  |          | Судьи: Рафаэль Кадыров Эдуард Одиньш |
| |                               |                                                                                        |          |                                      |
| | 52                            | Броски                                                                                 | 18       |                                      |

| 12 марта 19:30 | Динамо Мск | 2 : 1 (OT) (1−0, 0−1, 0−0, 1−0) | ЦСКА | МСА «Лужники» Зрителей: 7721 |

| Отчёт                                                                   | Отчёт             | Отчёт                              | Отчёт    | Отчёт                        |
| ----------------------------------------------------------------------- | ----------------- | ---------------------------------- | -------- | ---------------------------- |
|                                                                         |                   |                                    |          |                              |
|                                                                         | А. Ерёменко       | Вратари                            | Р. Станя | Судьи: Роман Гофман Юри Рённ |
|                                                                         | Голы:             |                                    |          | Судьи: Роман Гофман Юри Рённ |
| С. Соин (Д. Граняк, Ю. Бабенко) — 16:15 С. Коньков (Ю. Бабенко) — 60:38 | 1 — 0 1 — 1 2 — 1 | 21:57 — Н. Прохоркин (Д. Кугрышев) |          | Судьи: Роман Гофман Юри Рённ |
|                                                                         |                   |                                    |          | Судьи: Роман Гофман Юри Рённ |
|                                                                         |                   |                                    |          | Судьи: Роман Гофман Юри Рённ |
|                                                                         |                   |                                    |          | Судьи: Роман Гофман Юри Рённ |
| 6 мин                                                                   | Штраф             | 14 мин                             |          | Судьи: Роман Гофман Юри Рённ |
|                                                                         |                   |                                    |          |                              |
|                                                                         | 29                | Броски                             | 21       |                              |

| 15 марта 19:30 | ЦСКА | 0 : 2 (0−0, 0−0, 0−2) | Динамо Мск | Ледовый спортивный комплекс ЦСКА имени В. М. Боброва Зрителей: 5600 |

| Отчёт | Отчёт       | Отчёт                                             | Отчёт       | Отчёт                            |
| ----- | ----------- | ------------------------------------------------- | ----------- | -------------------------------- |
|       |             |                                                   |             |                                  |
|       | Р. Станя    | Вратари                                           | А. Ерёменко | Судьи: Юри Рённ Алексей Анисимов |
|       | Голы:       |                                                   |             | Судьи: Юри Рённ Алексей Анисимов |
|       | 0 — 1 0 — 2 | 51:37 — Ф. Новак (А. Сопин) 59:35 — Я. Петружалек |             | Судьи: Юри Рённ Алексей Анисимов |
|       |             |                                                   |             | Судьи: Юри Рённ Алексей Анисимов |
|       |             |                                                   |             | Судьи: Юри Рённ Алексей Анисимов |
|       |             |                                                   |             | Судьи: Юри Рённ Алексей Анисимов |
| 6 мин | Штраф       | 8 мин                                             |             | Судьи: Юри Рённ Алексей Анисимов |
|       |             |                                                   |             |                                  |
|       | 28          | Броски                                            | 22          |                                  |

### Финалы конференций

#### Восток
| 23 марта 17:00 | Ак Барс | 2 : 1 (OT) (1−1, 0−0, 0−0, 1−0) | Трактор | Татнефть Арена Зрителей: 6770 |

| Отчёт                                                                        | Отчёт             | Отчёт                                            | Отчёт      | Отчёт                                   |
| ---------------------------------------------------------------------------- | ----------------- | ------------------------------------------------ | ---------- | --------------------------------------- |
|                                                                              |                   |                                                  |            |                                         |
|                                                                              | К. Барулин        | Вратари                                          | М. Гарнетт | Судьи: Алексей Раводин Сергей Карабанов |
|                                                                              | Голы:             |                                                  |            | Судьи: Алексей Раводин Сергей Карабанов |
| Д. Зарипов (А. Морозов, И. Никулин) (бол.) — 10:19 К. Корнеев (бул.) — 64:16 | 0 — 1 1 — 1 2 — 1 | 01:54 — Е. Кузнецов (Ян Булис, С. Чистов) (бол.) |            | Судьи: Алексей Раводин Сергей Карабанов |
|                                                                              |                   |                                                  |            | Судьи: Алексей Раводин Сергей Карабанов |
|                                                                              |                   |                                                  |            | Судьи: Алексей Раводин Сергей Карабанов |
|                                                                              |                   |                                                  |            | Судьи: Алексей Раводин Сергей Карабанов |
| 18 мин                                                                       | Штраф             | 6 мин                                            |            | Судьи: Алексей Раводин Сергей Карабанов |
|                                                                              |                   |                                                  |            |                                         |
|                                                                              | 47                | Броски                                           | 24         |                                         |

| 24 марта 17:00 | Ак Барс | 3 : 1 (0−0, 2−0, 1−1) | Трактор | Татнефть Арена Зрителей: 6730 |

| Отчёт | Отчёт                   | Отчёт                                    | Отчёт      | Отчёт                                  |
| --- | ----------------------- | ---------------------------------------- | ---------- | -------------------------------------- |
| |                         |                                          |            |                                        |
| | К. Барулин              | Вратари                                  | М. Гарнетт | Судьи: Алексей Анисимов Виктор Гашилов |
| | Голы:                   |                                          |            | Судьи: Алексей Анисимов Виктор Гашилов |
| Д. Куляш (Е. Медведев, Я. Песонен) (бол.) — 32:55 Д. Зарипов (Н. Капанен, А. Морозов) — 38:30 Я. Иммонен (Е. Медведев, Я. Песонен) (бол.) — 55:24 | 1 — 0 2 — 0 2 — 1 3 — 1 | 52:37 — Ян Булис (Е. Кузнецов, В. Белов) |            | Судьи: Алексей Анисимов Виктор Гашилов |
| |                         |                                          |            | Судьи: Алексей Анисимов Виктор Гашилов |
| |                         |                                          |            | Судьи: Алексей Анисимов Виктор Гашилов |
| |                         |                                          |            | Судьи: Алексей Анисимов Виктор Гашилов |
| 6 мин | Штраф                   | 10 мин                                   |            | Судьи: Алексей Анисимов Виктор Гашилов |
| |                         |                                          |            |                                        |
| | 34                      | Броски                                   | 22         |                                        |

| 27 марта 17:00 | Трактор | 1 : 0 (2OT) (0−0, 0−0, 0−0, 0−0, 1−0) | Ак Барс | Ледовая арена «Трактор» Зрителей: 7500 |

| Отчёт              | Отчёт      | Отчёт   | Отчёт      | Отчёт                             |
| ------------------ | ---------- | ------- | ---------- | --------------------------------- |
|                    |            |         |            |                                   |
|                    | М. Гарнетт | Вратари | К. Барулин | Судьи: Роман Гофман Эдуард Одиньш |
|                    | Голы:      |         |            | Судьи: Роман Гофман Эдуард Одиньш |
| А. Глинкин — 98:59 | 1 — 0      |         |            | Судьи: Роман Гофман Эдуард Одиньш |
|                    |            |         |            | Судьи: Роман Гофман Эдуард Одиньш |
|                    |            |         |            | Судьи: Роман Гофман Эдуард Одиньш |
|                    |            |         |            | Судьи: Роман Гофман Эдуард Одиньш |
| 4 мин              | Штраф      | 6 мин   |            | Судьи: Роман Гофман Эдуард Одиньш |
|                    |            |         |            |                                   |
|                    | 48         | Броски  | 39         |                                   |

| 28 марта 17:00 | Трактор | 5 : 6 (OT) (2−1, 2−2, 1−2, 0−1) | Ак Барс | Ледовая арена «Трактор» Зрителей: 7500 |

| Отчёт | Отчёт                                                             | Отчёт | Отчёт      | Отчёт                                |
| --- | ----------------------------------------------------------------- | --- | ---------- | ------------------------------------ |
| |                                                                   | |            |                                      |
| | М. Гарнетт                                                        | Вратари | К. Барулин | Судьи: Вячеслав Буланов Сергей Гусев |
| | Голы:                                                             | |            | Судьи: Вячеслав Буланов Сергей Гусев |
| В. Ничушкин (Н. Нестеров, Д. Куинт) — 02:57 М. Якуценя (А. Васильченко, П. Контиола) — 15:51 Ян Булис (Д. Куинт, Д. Рябыкин) (бол.) — 36:52 Ян Булис (Е. Кузнецов, С. Чистов) (бол.) — 39:03 П. Контиола (М. Якуценя) — 49:38 | 1 — 0 2 — 0 2 — 1 2 — 2 2 — 3 3 — 3 4 — 3 5 — 3 5 — 4 5 — 5 5 — 6 | 18:43 — А. Морозов (бол.) 24:36 — Д. Куляш 26:22 — А. Лукоянов (Д. Голубев, Д. Куляш) 55:08 — А. Морозов (Е. Медведев) 55:36 — Л. Дарзиньш (А. Терещенко) 76:50 — Д. Зарипов (Е. Медведев) |            | Судьи: Вячеслав Буланов Сергей Гусев |
| |                                                                   | |            | Судьи: Вячеслав Буланов Сергей Гусев |
| |                                                                   | |            | Судьи: Вячеслав Буланов Сергей Гусев |
| |                                                                   | |            | Судьи: Вячеслав Буланов Сергей Гусев |
| 4 мин | Штраф                                                             | 8 мин |            | Судьи: Вячеслав Буланов Сергей Гусев |
| |                                                                   | |            |                                      |
| | 39                                                                | Броски | 30         |                                      |

| 31 марта 17:00 | Ак Барс | 1 : 2 (OT) (0−1, 0−0, 1−0, 0−1) | Трактор | Татнефть Арена Зрителей: 8232 |

| Отчёт                                              | Отчёт             | Отчёт                                                                           | Отчёт      | Отчёт                            |
| -------------------------------------------------- | ----------------- | ------------------------------------------------------------------------------- | ---------- | -------------------------------- |
|                                                    |                   |                                                                                 |            |                                  |
|                                                    | К. Барулин        | Вратари                                                                         | М. Гарнетт | Судьи: Вячеслав Буланов Юри Рённ |
|                                                    | Голы:             |                                                                                 |            | Судьи: Вячеслав Буланов Юри Рённ |
| И. Никулин (К. Корнеев, А. Морозов) (бол.) — 49:51 | 0 — 1 1 — 1 1 — 2 | 15:10 — Ян Булис (Д. Куинт, С. Чистов) 79:52 — П. Контиола (В. Ничушкин) (бул.) |            | Судьи: Вячеслав Буланов Юри Рённ |
|                                                    |                   |                                                                                 |            | Судьи: Вячеслав Буланов Юри Рённ |
|                                                    |                   |                                                                                 |            | Судьи: Вячеслав Буланов Юри Рённ |
|                                                    |                   |                                                                                 |            | Судьи: Вячеслав Буланов Юри Рённ |
| 4 мин                                              | Штраф             | 14 мин                                                                          |            | Судьи: Вячеслав Буланов Юри Рённ |
|                                                    |                   |                                                                                 |            |                                  |
|                                                    | 42                | Броски                                                                          | 40         |                                  |

| 2 апреля 17:00 | Трактор | 3 : 2 (2−0, 0−1, 1−1) | Ак Барс | Ледовая арена «Трактор» Зрителей: 7500 |

| Отчёт | Отчёт                         | Отчёт                                                                       | Отчёт      | Отчёт                                 |
| --- | ----------------------------- | --------------------------------------------------------------------------- | ---------- | ------------------------------------- |
| |                               |                                                                             |            |                                       |
| | М. Гарнетт                    | Вратари                                                                     | К. Барулин | Судьи: Алексей Анисимов Эдуард Одиньш |
| | Голы:                         |                                                                             |            | Судьи: Алексей Анисимов Эдуард Одиньш |
| Ян Булис (С. Чистов, Е. Кузнецов) (бол.) — 08:16 А. Глинкин (М. Карпов) — 10:39 А. Попов (В. Антипов) — 45:54 | 1 — 0 2 — 0 2 — 1 3 — 1 3 — 2 | 27:24 — Д. Голубев (А. Лукоянов, Н. Жердев) 54:32 — А. Морозов (И. Никулин) |            | Судьи: Алексей Анисимов Эдуард Одиньш |
| |                               |                                                                             |            | Судьи: Алексей Анисимов Эдуард Одиньш |
| |                               |                                                                             |            | Судьи: Алексей Анисимов Эдуард Одиньш |
| |                               |                                                                             |            | Судьи: Алексей Анисимов Эдуард Одиньш |
| 16 мин | Штраф                         | 8 мин                                                                       |            | Судьи: Алексей Анисимов Эдуард Одиньш |
| |                               |                                                                             |            |                                       |
| | 23                            | Броски                                                                      | 26         |                                       |

| 4 апреля 19:00 | Ак Барс | 1 : 2 (0−0, 0−1, 1−1) | Трактор | Татнефть Арена Зрителей: 8090 |

| Отчёт                                      | Отчёт             | Отчёт                                                                                           | Отчёт      | Отчёт                        |
| ------------------------------------------ | ----------------- | ----------------------------------------------------------------------------------------------- | ---------- | ---------------------------- |
|                                            |                   |                                                                                                 |            |                              |
|                                            | К. Барулин        | Вратари                                                                                         | М. Гарнетт | Судьи: Роман Гофман Юри Рённ |
|                                            | Голы:             |                                                                                                 |            | Судьи: Роман Гофман Юри Рённ |
| Я. Песонен (Д. Обухов, Я. Иммонен) — 54:08 | 0 — 1 1 — 1 1 — 2 | 31:18 — В. Антипов (А. Костицын, Д. Куинт) (бол.) 59:31 — А. Костицын (М. Якуценя, П. Контиола) |            | Судьи: Роман Гофман Юри Рённ |
|                                            |                   |                                                                                                 |            | Судьи: Роман Гофман Юри Рённ |
|                                            |                   |                                                                                                 |            | Судьи: Роман Гофман Юри Рённ |
|                                            |                   |                                                                                                 |            | Судьи: Роман Гофман Юри Рённ |
| 4 мин                                      | Штраф             | 8 мин                                                                                           |            | Судьи: Роман Гофман Юри Рённ |
|                                            |                   |                                                                                                 |            |                              |
|                                            | 31                | Броски                                                                                          | 23         |                              |

#### Запад
| 22 марта 19:30 | СКА | 2 : 3 (0−2, 0−1, 2−0) | Динамо Мск | СКК «Ледовый дворец» Зрителей: 12 500 |

| Отчёт                                                                            | Отчёт                         | Отчёт                                                                                       | Отчёт       | Отчёт                               |
| -------------------------------------------------------------------------------- | ----------------------------- | ------------------------------------------------------------------------------------------- | ----------- | ----------------------------------- |
|                                                                                  |                               |                                                                                             |             |                                     |
|                                                                                  | И. Ежов                       | Вратари                                                                                     | А. Ерёменко | Судьи: Сергей Гусев Рафаэль Кадыров |
|                                                                                  | Голы:                         |                                                                                             |             | Судьи: Сергей Гусев Рафаэль Кадыров |
| А. Кучерявенко (И. Макаров, А. Бурдасов) — 55:11 В. Тихонов (П. Торесен) — 59:10 | 0 — 1 0 — 2 0 — 3 1 — 3 2 — 3 | 00:45 — Я. Яласваара 19:14 — Д. Граняк (К. Горовиков) (бол.) 37:51 — К. Касянчук (А. Сопин) |             | Судьи: Сергей Гусев Рафаэль Кадыров |
|                                                                                  |                               |                                                                                             |             | Судьи: Сергей Гусев Рафаэль Кадыров |
|                                                                                  |                               |                                                                                             |             | Судьи: Сергей Гусев Рафаэль Кадыров |
|                                                                                  |                               |                                                                                             |             | Судьи: Сергей Гусев Рафаэль Кадыров |
| 43 мин                                                                           | Штраф                         | 10 мин                                                                                      |             | Судьи: Сергей Гусев Рафаэль Кадыров |
|                                                                                  |                               |                                                                                             |             |                                     |
|                                                                                  | 30                            | Броски                                                                                      | 27          |                                     |

| 23 марта 17:00 | СКА | 2 : 4 (1−3, 1−1, 0−0) | Динамо Мск | СКК «Ледовый дворец» Зрителей: 12 500 |

| Отчёт                                                                                              | Отчёт                               | Отчёт | Отчёт       | Отчёт                             |
| -------------------------------------------------------------------------------------------------- | ----------------------------------- | --- | ----------- | --------------------------------- |
| |                                     | |             |                                   |
| | И. Ежов, И. Касутин                 | Вратари | А. Ерёменко | Судьи: Роман Гофман Эдуард Одиньш |
| | Голы:                               | |             | Судьи: Роман Гофман Эдуард Одиньш |
| А. Первышин (П. Торесен, В. Тихонов) — 15:21 В. Тихонов (К. Даллмэн, Т. Мортенссон) (бол.) — 30:03 | 0 — 1 0 — 2 1 — 2 1 — 3 2 — 3 2 — 4 | 07:24 — К. Касянчук (К. Горовиков, Ф. Новак) 11:36 — Д. Мосалёв (Д. Кокарев, А. Цветков) 18:47 — А. Сопин (Д. Кокарев) 32:22 — М. Квапил (А. Сопин) |             | Судьи: Роман Гофман Эдуард Одиньш |
| |                                     | |             | Судьи: Роман Гофман Эдуард Одиньш |
| |                                     | |             | Судьи: Роман Гофман Эдуард Одиньш |
| |                                     | |             | Судьи: Роман Гофман Эдуард Одиньш |
| 0 мин                                                                                              | Штраф                               | 8 мин |             | Судьи: Роман Гофман Эдуард Одиньш |
| |                                     | |             |                                   |
| | 43                                  | Броски | 21          |                                   |

| 26 марта 19:30 | Динамо Мск | 4 : 2 (0−0, 0−2, 4−0) | СКА | МСА «Лужники» Зрителей: 7896 |

| Отчёт | Отчёт                               | Отчёт                                                                                         | Отчёт   | Отчёт                                 |
| --- | ----------------------------------- | --------------------------------------------------------------------------------------------- | ------- | ------------------------------------- |
| |                                     |                                                                                               |         |                                       |
| | А. Ерёменко                         | Вратари                                                                                       | И. Ежов | Судьи: Вячеслав Буланов Алексей Белов |
| | Голы:                               |                                                                                               |         | Судьи: Вячеслав Буланов Алексей Белов |
| Д. Граняк (К. Горовиков, М. Квапил) — 40:16 А. Цветков (Д. Кокарев) — 48:39 К. Касянчук (А. Миронов) — 59:53 Ю. Бабенко (С. Соин) — 59:59 | 0 — 1 0 — 2 1 — 2 2 — 2 3 — 2 4 — 2 | 28:02 — В. Тихонов (Т. Мортенссон, П. Торесен) 33:50 — Т. Мортенссон (К. Даллмэн, В. Тихонов) |         | Судьи: Вячеслав Буланов Алексей Белов |
| |                                     |                                                                                               |         | Судьи: Вячеслав Буланов Алексей Белов |
| |                                     |                                                                                               |         | Судьи: Вячеслав Буланов Алексей Белов |
| |                                     |                                                                                               |         | Судьи: Вячеслав Буланов Алексей Белов |
| 6 мин | Штраф                               | 4 мин                                                                                         |         | Судьи: Вячеслав Буланов Алексей Белов |
| |                                     |                                                                                               |         |                                       |
| | 23                                  | Броски                                                                                        | 29      |                                       |

| 27 марта 19:30 | Динамо Мск | 2 : 6 (1−0, 1−3, 0−3) | СКА | МСА «Лужники» Зрителей: 8113 |

| Отчёт                                                                                  | Отчёт                                           | Отчёт | Отчёт   | Отчёт                               |
| -------------------------------------------------------------------------------------- | ----------------------------------------------- | --- | ------- | ----------------------------------- |
|                                                                                        |                                                 | |         |                                     |
|                                                                                        | А. Ерёменко, А. Шарыченков                      | Вратари | И. Ежов | Судьи: Алексей Белов Сергей Кулаков |
|                                                                                        | Голы:                                           | |         | Судьи: Алексей Белов Сергей Кулаков |
| М. Квапил (Я. Петружалек, К. Горовиков) — 13:19 А. Цветков (Д. Кокарев) (бол.) — 23:47 | 1 — 0 2 — 0 2 — 1 2 — 2 2 — 3 2 — 4 2 — 5 2 — 6 | 32:25 — К. Даллмэн (П. Торесен, Ю. Александров) (бол.) 34:27 — М. Варнаков (А. Кучерявенко) 37:25 — Е. Артюхин (К. Даллмэн, Ф. Фёдоров) 45:09 — К. Даллмэн (И. Макаров, А. Кучерявенко) 46:33 — Д. Воробьёв (Т. Мортенссон) 59:49 — Т. Рамстедт |         | Судьи: Алексей Белов Сергей Кулаков |
|                                                                                        |                                                 | |         | Судьи: Алексей Белов Сергей Кулаков |
|                                                                                        |                                                 | |         | Судьи: Алексей Белов Сергей Кулаков |
|                                                                                        |                                                 | |         | Судьи: Алексей Белов Сергей Кулаков |
| 10 мин                                                                                 | Штраф                                           | 4 мин |         | Судьи: Алексей Белов Сергей Кулаков |
|                                                                                        |                                                 | |         |                                     |
|                                                                                        | 25                                              | Броски | 33      |                                     |

| 30 марта 17:00 | СКА | 2 : 1 (2OT) (0−0, 0−0, 1−1, 0−0, 1−0) | Динамо Мск | СКК «Ледовый дворец» Зрителей: 12 500 |

| Отчёт                                                                                             | Отчёт             | Отчёт                                       | Отчёт       | Отчёт                               |
| ------------------------------------------------------------------------------------------------- | ----------------- | ------------------------------------------- | ----------- | ----------------------------------- |
|                                                                                                   |                   |                                             |             |                                     |
|                                                                                                   | И. Ежов           | Вратари                                     | А. Ерёменко | Судьи: Сергей Кулаков Эдуард Одиньш |
|                                                                                                   | Голы:             |                                             |             | Судьи: Сергей Кулаков Эдуард Одиньш |
| В. Тихонов (Д. Калинин, К. Даллман) (бол.) — 52:52 Т. Мортенссон (В. Тихонов, П. Торесен) — 98:02 | 0 — 1 1 — 1 2 — 1 | 48:34 — А. Цветков (А. Сопин, Я. Яласваара) |             | Судьи: Сергей Кулаков Эдуард Одиньш |
|                                                                                                   |                   |                                             |             | Судьи: Сергей Кулаков Эдуард Одиньш |
|                                                                                                   |                   |                                             |             | Судьи: Сергей Кулаков Эдуард Одиньш |
|                                                                                                   |                   |                                             |             | Судьи: Сергей Кулаков Эдуард Одиньш |
| 14 мин                                                                                            | Штраф             | 18 мин                                      |             | Судьи: Сергей Кулаков Эдуард Одиньш |
|                                                                                                   |                   |                                             |             |                                     |
|                                                                                                   | 51                | Броски                                      | 44          |                                     |

| 1 апреля 19:30 | Динамо Мск | 5 : 1 (0−0, 3−1, 2−0) | СКА | МСА «Лужники» Зрителей: 7596 |

| Отчёт | Отчёт                               | Отчёт                           | Отчёт   | Отчёт                                |
| --- | ----------------------------------- | ------------------------------- | ------- | ------------------------------------ |
| |                                     |                                 |         |                                      |
| | А. Ерёменко                         | Вратари                         | И. Ежов | Судьи: Рафаэль Кадыров Алексей Белов |
| | Голы:                               |                                 |         | Судьи: Рафаэль Кадыров Алексей Белов |
| М. Квапил (Я. Петружалек) — 25:04 М. Квапил (С. Соин, Я. Петружалек) — 28:02 И. Горохов (Д. Кокарев, Д. Граняк) (бол.) — 36:39 М. Квапил (С. Соин, Я. Петружалек) — 48:32 С. Коньков — 55:10 | 1 — 0 2 — 0 2 — 1 3 — 1 4 — 1 5 — 1 | 34:13 — Е. Артюхин (Ф. Фёдоров) |         | Судьи: Рафаэль Кадыров Алексей Белов |
| |                                     |                                 |         | Судьи: Рафаэль Кадыров Алексей Белов |
| |                                     |                                 |         | Судьи: Рафаэль Кадыров Алексей Белов |
| |                                     |                                 |         | Судьи: Рафаэль Кадыров Алексей Белов |
| 8 мин | Штраф                               | 10 мин                          |         | Судьи: Рафаэль Кадыров Алексей Белов |
| |                                     |                                 |         |                                      |
| | 20                                  | Броски                          | 21      |                                      |

### Финал Кубка Гагарина
| 7 апреля 17:00 | Динамо Мск | 2 : 1 (1−0, 1−0, 0−1) | Трактор | МСА «Лужники» Зрителей: 8098 |

| Отчёт                                                                           | Отчёт             | Отчёт                                              | Отчёт      | Отчёт                                    |
| ------------------------------------------------------------------------------- | ----------------- | -------------------------------------------------- | ---------- | ---------------------------------------- |
|                                                                                 |                   |                                                    |            |                                          |
|                                                                                 | А. Ерёменко       | Вратари                                            | М. Гарнетт | Судьи: Вячеслав Буланов Алексей Анисимов |
|                                                                                 | Голы:             |                                                    |            | Судьи: Вячеслав Буланов Алексей Анисимов |
| А. Цветков (Д. Кокарев) (мен.) — 05:06 С. Соин (Ю. Бабенко, С. Коньков) — 29:11 | 1 — 0 2 — 0 2 — 1 | 40:30 — Е. Кузнецов (Д. Рябыкин, С. Чистов) (бол.) |            | Судьи: Вячеслав Буланов Алексей Анисимов |
|                                                                                 |                   |                                                    |            | Судьи: Вячеслав Буланов Алексей Анисимов |
|                                                                                 |                   |                                                    |            | Судьи: Вячеслав Буланов Алексей Анисимов |
|                                                                                 |                   |                                                    |            | Судьи: Вячеслав Буланов Алексей Анисимов |
| 6 мин                                                                           | Штраф             | 2 мин                                              |            | Судьи: Вячеслав Буланов Алексей Анисимов |
|                                                                                 |                   |                                                    |            |                                          |
|                                                                                 | 26                | Броски                                             | 18         |                                          |

| 8 апреля 19:30 | Динамо Мск | 3 : 2 (1−1, 0−1, 2−0) | Трактор | МСА «Лужники» Зрителей: 8341 |

| Отчёт | Отчёт                         | Отчёт                                                                                               | Отчёт      | Отчёт                                 |
| --- | ----------------------------- | --------------------------------------------------------------------------------------------------- | ---------- | ------------------------------------- |
| |                               | |            |                                       |
| | А. Ерёменко                   | Вратари                                                                                             | М. Гарнетт | Судьи: Анатолий Захаров Эдуард Одиньш |
| | Голы:                         | |            | Судьи: Анатолий Захаров Эдуард Одиньш |
| Я. Петружалек (А. Цветков, Д. Кокарев) — 10:28 М. Квапил (А. Ерёменко, И. Горохов) — 43:34 Я. Яласваара (Д. Кокарев, Д. Мосалёв) — 57:18 | 1 — 0 1 — 1 1 — 2 2 — 2 3 — 2 | 17:08 — Ян Булис (Е. Кузнецов, Д. Рябыкин) (бол.) 31:53 — А. Костицын (Д. Рябыкин, Д. Куинт) (бол.) |            | Судьи: Анатолий Захаров Эдуард Одиньш |
| |                               | |            | Судьи: Анатолий Захаров Эдуард Одиньш |
| |                               | |            | Судьи: Анатолий Захаров Эдуард Одиньш |
| |                               | |            | Судьи: Анатолий Захаров Эдуард Одиньш |
| 6 мин | Штраф                         | 6 мин                                                                                               |            | Судьи: Анатолий Захаров Эдуард Одиньш |
| |                               | |            |                                       |
| | 25                            | Броски                                                                                              | 27         |                                       |

| 11 апреля 17:00 | Трактор | 3 : 1 (0−0, 2−0, 1−1) | Динамо Мск | Ледовая арена «Трактор» Зрителей: 7800 |

| Отчёт | Отчёт                   | Отчёт                           | Отчёт       | Отчёт                              |
| --- | ----------------------- | ------------------------------- | ----------- | ---------------------------------- |
| |                         |                                 |             |                                    |
| | М. Гарнетт              | Вратари                         | А. Ерёменко | Судьи: Сергей Гусев Сергей Кулаков |
| | Голы:                   |                                 |             | Судьи: Сергей Гусев Сергей Кулаков |
| М. Карпов (Д. Куинт, А. Глинкин) — 23:13 Д. Куинт (Е. Дугин) — 34:31 Е. Дугин (В. Ничушкин, В. Антипов) — 43:43 | 1 — 0 2 — 0 3 — 0 3 — 1 | 45:01 — Д. Кокарев (А. Цветков) |             | Судьи: Сергей Гусев Сергей Кулаков |
| |                         |                                 |             | Судьи: Сергей Гусев Сергей Кулаков |
| |                         |                                 |             | Судьи: Сергей Гусев Сергей Кулаков |
| |                         |                                 |             | Судьи: Сергей Гусев Сергей Кулаков |
| 6 мин | Штраф                   | 2 мин                           |             | Судьи: Сергей Гусев Сергей Кулаков |
| |                         |                                 |             |                                    |
| | 31                      | Броски                          | 18          |                                    |

| 12 апреля 17:00 | Трактор | 0 : 1 (0−0, 0−1, 0−0) | Динамо Мск | Ледовая арена «Трактор» Зрителей: 7500 |

| Отчёт  | Отчёт      | Отчёт                                        | Отчёт       | Отчёт                        |
| ------ | ---------- | -------------------------------------------- | ----------- | ---------------------------- |
|        |            |                                              |             |                              |
|        | М. Гарнетт | Вратари                                      | А. Ерёменко | Судьи: Роман Гофман Юри Рённ |
|        | Голы:      |                                              |             | Судьи: Роман Гофман Юри Рённ |
|        | 0 — 1      | 38:30 — Я. Петружалек (Д. Граняк, М. Квапил) |             | Судьи: Роман Гофман Юри Рённ |
|        |            |                                              |             | Судьи: Роман Гофман Юри Рённ |
|        |            |                                              |             | Судьи: Роман Гофман Юри Рённ |
|        |            |                                              |             | Судьи: Роман Гофман Юри Рённ |
| 16 мин | Штраф      | 6 мин                                        |             | Судьи: Роман Гофман Юри Рённ |
|        |            |                                              |             |                              |
|        | 25         | Броски                                       | 18          |                              |

| 15 апреля 19:30 | Динамо Мск | 3 : 4 (0−3, 3−0, 0−1) | Трактор | МСА «Лужники» Зрителей: 8413 |

| Отчёт | Отчёт                                     | Отчёт | Отчёт      | Отчёт                            |
| ----- | ----------------------------------------- | --- | ---------- | -------------------------------- |
|       |                                           | |            |                                  |
|       | А. Ерёменко                               | Вратари | М. Гарнетт | Судьи: Юри Рённ Вячеслав Буланов |
|       | Голы:                                     | |            | Судьи: Юри Рённ Вячеслав Буланов |
|       | 0 — 1 0 — 2 0 — 3 1 — 3 2 — 3 3 — 3 3 — 4 | 3:37 — Станислав Чистов (Ян Булис) 6:44 — Антон Глинкин (Никита Нестеров) 8:49 Владимир Антипов (Егор Дугин) |            | Судьи: Юри Рённ Вячеслав Буланов |
|       |                                           | |            | Судьи: Юри Рённ Вячеслав Буланов |
|       |                                           | |            | Судьи: Юри Рённ Вячеслав Буланов |
|       |                                           | |            | Судьи: Юри Рённ Вячеслав Буланов |
| 6 мин | Штраф                                     | 4 мин |            | Судьи: Юри Рённ Вячеслав Буланов |
|       |                                           | |            |                                  |
|       | 25                                        | Броски | 20         |                                  |

| 17 апреля 17:00 | Трактор | 2 : 3 от (1-0,0-2,1-0,0-1) | Динамо Мск | Ледовая арена «Трактор» Зрителей: 7500 |

| Отчёт | Отчёт                         | Отчёт   | Отчёт       | Отчёт                             |
| ----- | ----------------------------- | ------- | ----------- | --------------------------------- |
|       |                               |         |             |                                   |
|       | М. Гарнетт                    | Вратари | А. Ерёменко | Судьи: Сергей Гусев Эдуард Одиньш |
|       | Голы:                         |         |             | Судьи: Сергей Гусев Эдуард Одиньш |
|       | 1 — 0 1 — 1 1 — 2 2 — 2 2 — 3 |         |             | Судьи: Сергей Гусев Эдуард Одиньш |
|       |                               |         |             | Судьи: Сергей Гусев Эдуард Одиньш |
|       |                               |         |             | Судьи: Сергей Гусев Эдуард Одиньш |
|       |                               |         |             | Судьи: Сергей Гусев Эдуард Одиньш |
| 2 мин | Штраф                         | 6 мин   |             | Судьи: Сергей Гусев Эдуард Одиньш |
|       |                               |         |             |                                   |
|       | 32                            | Броски  | 26          |                                   |

## События плей-офф
- Четвёртый матч четвертьфинальной серии плей-офф конференции Запад между Северсталью и Локомотивом, прошедший 25 февраля 2013 года и завершившийся на 119-й минуте победой Северстали и на момент игры был самым продолжительным матчем в истории КХЛ, позже рекорд побили.
- ХК «Трактор» установил новый рекорд по количеству заброшенных шайб в одном раунде плей-офф — 25.
- Вратарь ХК «Трактор», Майкл Гарнет установил новый рекорд по количеству «сухих минут» в плей-офф чемпионатов России и КХЛ. Вратарь не пропускал шайбы на протяжении 211 минут, 41 секунды. Предыдущий рекорд принадлежал вратарю ХК Локомотив в сезоне 2008/09, Георгию Гелашвили. Его время насчитывало 205 минут, 22 секунды.[1]
- 4 апреля 2013 года форвард Ак Барса Денис Голубев в седьмом матче финальной серии Востока против Трактора провел 100-й матч в КХЛ
- Впервые в одном из финалов конференций четыре матча закончились в овертайме